# Cartagena de Indias
Cartagena de Indias, oficialmente Distrito Turístico y Cultural de Cartagena de Indias (abreviado como Cartagena de Indias, D. T. y C.) o simplemente Cartagena, es un distrito colombiano, desde 1991. Ubicada a orillas del mar Caribe.  Fue fundada el 1 de junio de 1533 por Pedro de Heredia. Su centro histórico, llamado «Ciudad Amurallada», fue declarado Patrimonio Nacional de Colombia en 1959 y por la UNESCO como Patrimonio de la Humanidad en 1984. Con el tiempo, Cartagena ha desarrollado su zona urbana conservando el centro histórico y convirtiéndose en uno de los célebres destinos turísticos de mayor importancia de Colombia y del Caribe. Cartagena alberga las sedes de la Asamblea Departamental de Bolívar y del Tribunal Administrativo de Bolívar.
A partir de su fundación en el siglo xvi y durante toda la época virreinal española, Cartagena de Indias fue uno de los puertos más importantes de la América española. De esta época procede la mayor parte de su patrimonio artístico y cultural. El 11 de noviembre de 1811, Cartagena se declaró independiente de España. Este día es fiesta nacional en Colombia y en la ciudad se celebra durante cuatro días conocidos como las "Fiestas de Independencia".
Cartagena ha sido una ciudad presente en medio de conflictos bélicos como también en la piratería, pues fue aquí donde se produjeron numerosos ataques por parte de los piratas y corsarios provenientes de Europa, lo cual supuso que fuera fuertemente amurallada y fortificada durante la administración española, hasta el punto de ser la fortaleza más robusta de América del Sur y del Caribe, llegando a estar tan reforzada como el mismo golfo de México en dicha época. En la actualidad se mantiene su arquitectura virreinal. En el año 2007 su arquitectura militar fue galardonada como la cuarta maravilla de Colombia.

## Toponimia

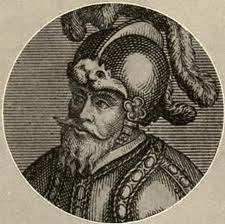
Rodrigo de Bastidas fue el primero en denominar Cartagena la bahía que hoy ocupa Cartagena de Indias.

En 1502, en un viaje que duró cuatro meses, Rodrigo de Bastidas llega a la costa Caribe de Colombia, la región que ahora tiene por nombre bahía de Cartagena de Indias, la cual bautizó así por ser tan cerrada como la de Cartagena, España. El nombre de Cartagena del Poniente llega en el año 1533 para diferenciarla de la Cartagena española, de donde eran la mayoría de los marineros de Pedro de Heredia, quien la fundó en virtud de que el lugar (donde había encontrado un asentamiento indígena llamado «Calamarí») se le hizo muy propicio para una plaza fuerte.
El nombre de Cartagena es una derivación de «Cartago Nova», nombre que le dieron los romanos tras las guerras púnicas de la Antigüedad a la ciudad de Qart Hadasht, fundada por los cartagineses.

## Símbolos

#### Bandera
La bandera de Cartagena de Indias fue adoptada desde que se declaró Estado Soberano independiente de España en 1811. Posee tres cuadriláteros de color rojo, amarillo y verde de afuera hacia adentro respectivamente y en el centro del cuadrilátero verde se encuentra una estrella blanca de 8 puntas. La bandera es llamada cuadrilonga por su forma.

#### Escudo virreinal
En 1574 el rey Felipe II de España decidió conceder un escudo de armas con "dos leones rojos y levantados, que tengan una cruz en el medio, asida con las manos y tan alta como los leones, hasta arriba, en campo dorado, y encima de la cruz, una corona entre las cabezas de dichos leones, con su timbre y follajes". Esta decisión fue tomada ya que Cartagena de Indias había adquirido gran importancia como puerto central del nuevo territorio virreinal. El escudo tenía como fin ser usado en todos los actos oficiales de la ciudad.

#### Escudo republicano
El escudo de Cartagena de Indias se adoptó cuando la ciudad declaró su independencia de España y se convirtió en Estado Soberano en 1811. En dicho escudo se aprecia una india sentada bajo la sombra de un cocotero, con un carcaj a la espalda, sosteniendo en su mano derecha una granada abierta, de la cual se alimenta un turpial, con su mano izquierda sostiene un arco, y con su pie izquierdo pisa una cadena rota. Al fondo sobresale el cerro de la Popa, accidente geográfico más alto de la ciudad. El escudo representa la independencia y la libertad que cobró la ciudad al ser la primera del Virreinato de la Nueva Granada. Este escudo ha sufrido varios cambios entre los cuales se destacan la inclusión de la fortaleza de San Felipe de Barajas al fondo, ícono arquitectónico construido durante la colonia.

## Historia
La historia de Cartagena de Indias está dividida en varios periodos que tienen como punto de partida la llegada de Cristóbal Colón al continente americano. Comienza con el periodo antes de la llegada del imperio español o precolombino, época de la que apenas hay vestigios culturales, y sigue con el descubrimiento y colonización por parte de España, los movimientos independentistas, la era republicana, los conflictos civiles, hasta cubrir la historia reciente.
Cartagena de Indias fue fundada en 1533 por Pedro de Heredia en tierras habitadas por los indígenas kalamari, Y fue un importante enclave hispano en el Caribe imperial español.

### Época precolombina: 4000 a.C.-1500 d.C.
La cultura de Puerto Hormiga, que se encuentra en la costa del Caribe, en particular en el área del delta del río Sinú hasta la bahía de Cartagena, parece ser la primera comunidad humana documentada en lo que hoy es Colombia. Los arqueólogos estiman que alrededor del año 4000 a. C., la cultura formativa se encuentra cerca de la frontera entre los actuales departamentos de Córdoba y Sucre. En esta zona, los arqueólogos han encontrado los objetos de cerámica más antigua de Américas, que data de alrededor de 4000 a. C. La razón principal de la proliferación de las sociedades primitivas en esta zona se cree que ha sido la relativa suavidad del clima y la abundancia de vida silvestre, que permitió a los habitantes de caza una vida cómoda. Las investigaciones arqueológicas datan la decadencia de la cultura de Puerto Hormiga y de los asentamientos relacionados con ella en torno al 3000 a. C. Se ha planteado como hipótesis de esta decadencia el surgimiento de una cultura mucho más desarrollada, la Monsú, que prosperó a finales del canal del Dique, cerca del centro poblado Pasacaballos y la Ciénaga Honda, en la parte más septentrional de la isla de Barú. La cultura Monsú parece haber heredado el uso de la cultura de Puerto Hormiga del arte de la cerámica y también desarrolló una economía mixta de agricultura y manufactura básica. La dieta del pueblo monsú se basó principalmente en los mariscos, el pescado fresco y el agua salada. El desarrollo de la sociedad sinú, en lo que hoy en día son los departamentos de Córdoba y Sucre, mantuvo estos primeros desarrollos alrededor del área de la bahía de Cartagena. Hasta la colonización española, en la costa caribeña colombiana habitaban numerosas culturas derivadas de las familias lingüísticas karib, malibú y arahuaca. A finales de la era precolombina, la Sierra Nevada de Santa Marta estaba habitada por los taironas, cuya lengua estaba estrechamente relacionada con la familia lingüística chibcha.
Alrededor del año 1500 la zona estuvo habitada por diferentes tribus de la familia lingüística Karib, más precisamente la subfamilia mocanae, que incluye:
- En el centro de la isla: Kalamari
- En la isla de Tierrabomba: Carex
- En la isla de Barú, a continuación, península: Bahaire
- En la costa oriental de la bahía exterior: Cospique
- En el área suburbana de Turbaco: Yurbaco

Algunas tribus subsidiarias de la «Kalamari» vivían en el barrio actual del Pie de la Popa, y otras filiales de la Cospique vivían en la zona entre Membrillal y Pasacaballos. Entre éstos, de acuerdo con los primeros documentos disponibles, los kalamaris tenían preeminencia. Estas tribus, aunque física y administrativamente separadas, comparten una arquitectura común, que se observa en la estructura de sus cabañas, pues cuentan con salas circulares con techos altos, rodeadas de empalizadas defensivas de madera.

### Primeros avistamientos de los europeos 1500-1533
Después del intento fallido de fundar Antigua del Darién en 1506 por Alonso de Ojeda y la posterior fundación sin éxito de San Sebastián de Urabá en 1517 por Diego de Nicuesa, la costa sur del mar Caribe se hizo poco atractiva para los colonizadores. Prefirieron el terreno más conocido de la Española y Cuba.
Aunque la Casa de Contratación dio permiso a Rodrigo de Bastidas (1460-1527) para llevar a cabo de nuevo una expedición adelantada a esta zona, Bastidas exploró la costa y descubrió el río Magdalena en su primer viaje desde la península de la Guajira hasta el sur, en 1527, un viaje que terminó en el golfo de Urabá. De Nicuesa y De Ojeda señalaron la existencia de una gran bahía en el camino de Santo Domingo a Urabá y el istmo de Panamá, lo que animó a Bastidas a investigar.

### Época fundacional (1533-1717), Casa de Austria
La bahía de Cartagena de Indias era habitada por las naciones calamarí del grupo karib, llamados caribes por los españoles. Una cita de la época describía a los indígenas así:

Calamarí, que en el lenguaje indígena significaba cangrejo y que Heredia y sus gentes españolizaron llamándole simplemente Calamar, era el nombre con que los nativos denominaban una aldea situada en el último repliegue de la bahía de Cartagena de Indias hacia el norte. Pueblo pajizo con techos que casi llegaban a tierra, rodeado de fuerte empalizada circular y de árboles espinosos coronados de calaveras cuyos habitantes estaban sumidos en secular barbarie, pero también en absoluta libertad.

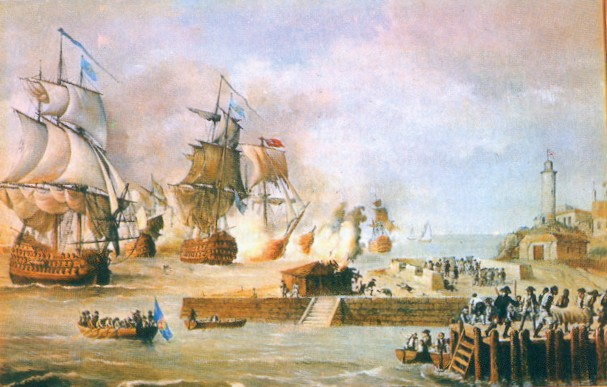
Sitio de Cartagena de Indias (1741).

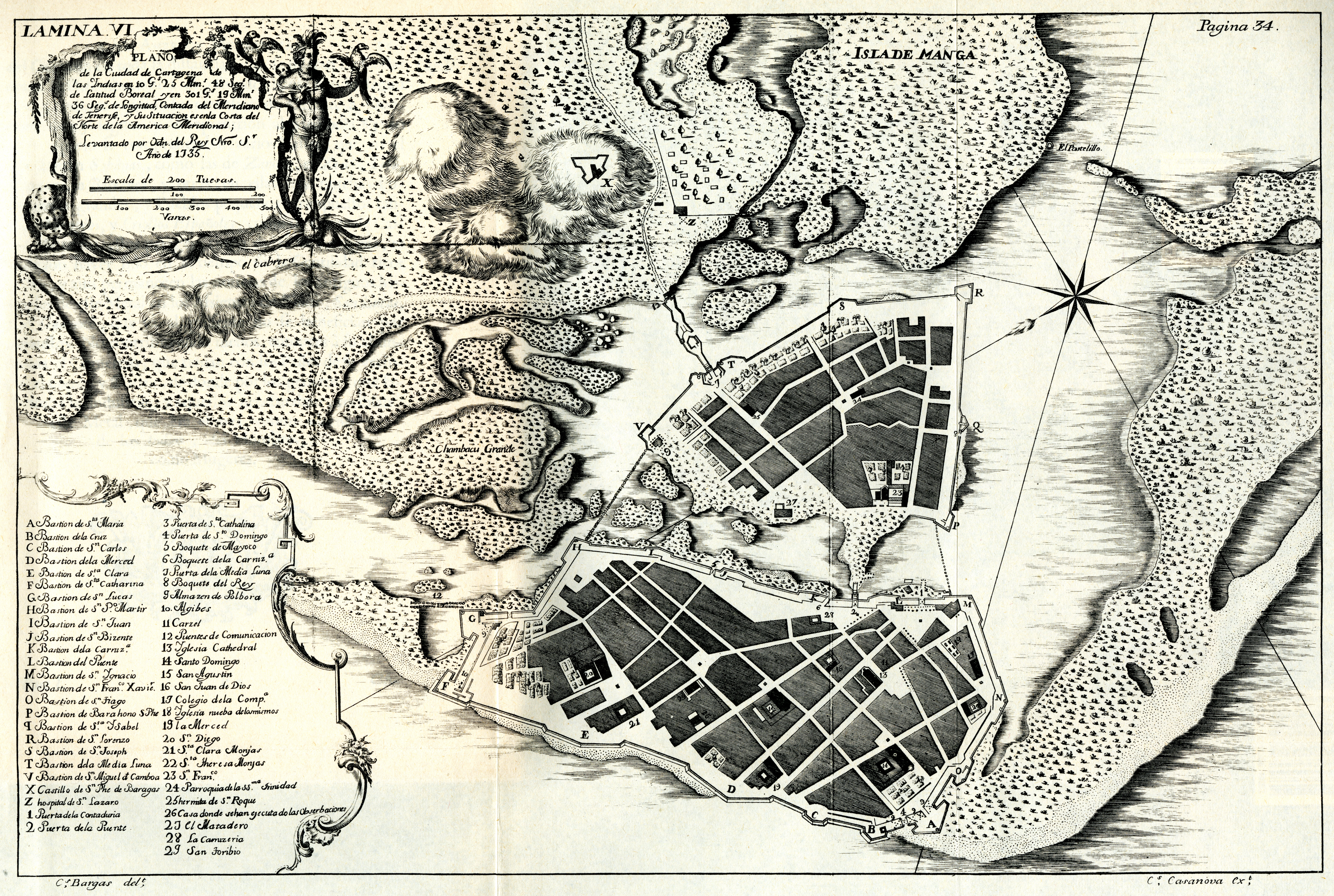
Plano de Cartagena de las Indias realizado en 1735 y publicado en la Obra Relación Histórica del Viaje a la América Meridional, de Jorge Juan y Antonio de Ulloa.

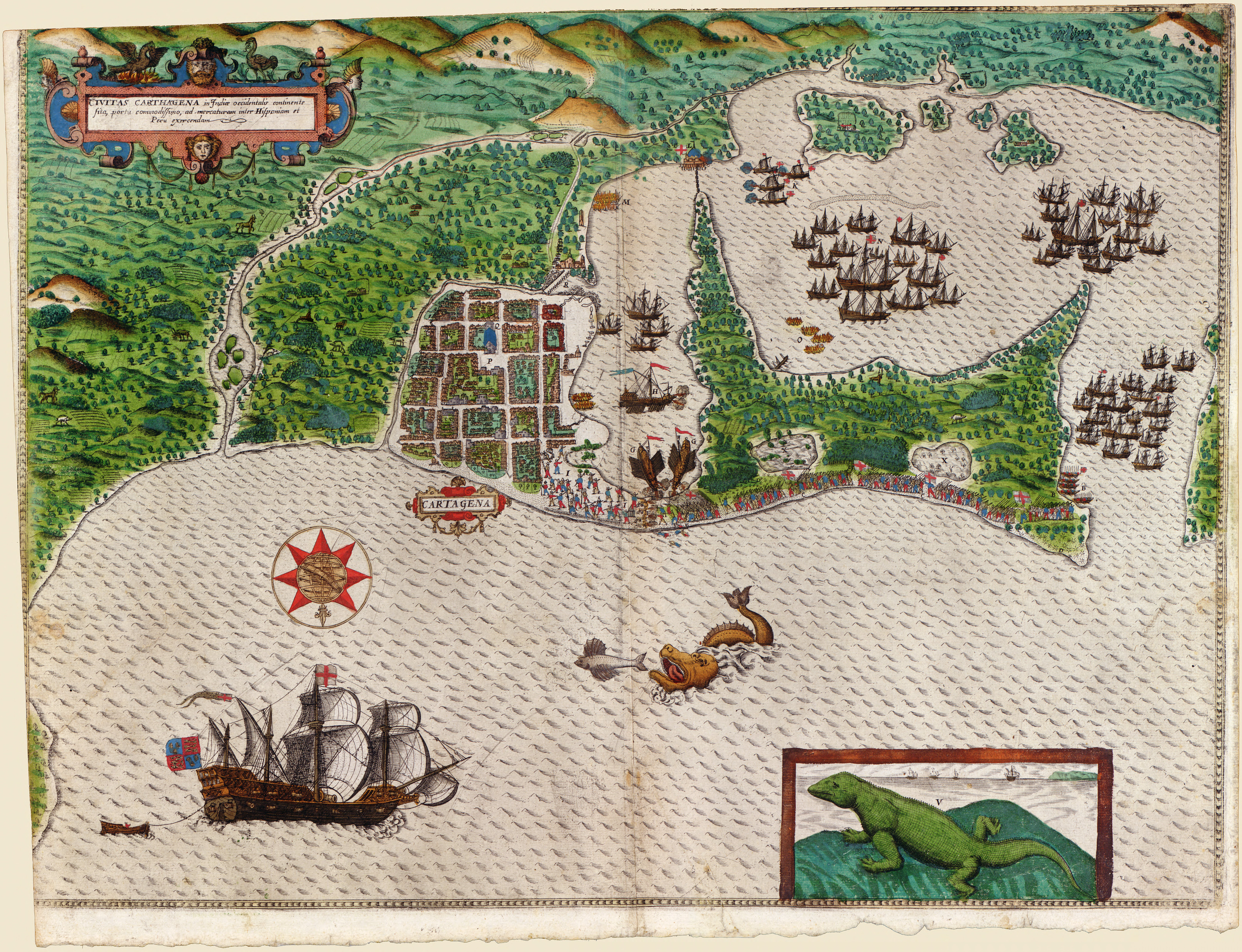
Mapa de la ciudad en su reciente creación y sin las murallas (c.1550)

Durante la época imperial española fue uno de los puertos más importantes de América. De Cartagena salían las mayores riquezas que la Corona Española precisaba para el mantenimiento de aquella gigantesca empresa conquistadora, por rutas marítimas que terminaban en los puertos españoles de Cartagena, Cádiz y Sevilla. También fue el mayor punto de comercio de negros esclavos traídos del continente africano.
El primer español en llegar a lo que hoy es Cartagena de Indias fue Rodrigo de Bastidas, notario en Sevilla. Bastidas había participado en uno de los primeros viajes del descubridor Cristóbal Colón a América. Inicialmente el área fue bautizada con el nombre de golfo de Barú por el mismo Bastidas. En 1503 el cosmógrafo español Juan de la Cosa pidió a la reina de Castilla Isabel la Católica que cambiara el nombre de golfo de Barú por el de bahía de Cartagena. La reina ordenó entonces cambiar el nombre por Real Provisión. El nombre de Cartagena fue dado debido a la similitud de la bahía con la de la Cartagena del Levante en España y fue dado por acuerdo entre Juan de la Cosa y la misma reina.
La ciudad fue fundada en tiempos del Sacro Emperador Carlos I de España el 1 de junio de 1533 por Pedro de Heredia y los soldados que lo acompañaban, muchos de ellos originarios de Andalucía y Extremadura. La capitulación que le autorizaba decía: “Os doy licencia y facultad para que podáis hacer y hagáis en la dicha provincia una fortaleza cual convenga para la defensa del español que en ella residiesen, en la parte que mejor os pareciese”. En la isla Calamarí, donde había un poblado indígena, asentó Heredia su cuartel y procedió a nombrar el Cabildo y trazar la ciudad. Para el asentamiento de Pedro de Heredia y la fundación de Cartagena de Indias fue clave el enlace que hizo la india Catalina, tal como consta en una Probanza del Alguacil de Cartagena en 1535, Álvaro de Torres, documento transcrito desde el Archivo General de Indias y publicado en 2006 por Hernán Urbina Joiro, donde consta: 

Si saben que viniendo el señor Pedro de Heredia, gobernador de la dicha ciudad, a poblar y pacificar la tierra, tocó en Santa Marta para tomar lenguas, y que no se la quisieren dar, antes pusieron gente de guarda en toda la costa, para que ninguna cosa de la tierra pudiese tomar, y que estando yo en la dicha provincia, contra la voluntad de García de Lerma gobernador de ella, di una lengua al dicho Pedro de Heredia, sin que por ella pidiese ni llevase ninguna cosa por ella. Si saben que con esta lengua que yo le di, el dicho Pedro de Heredia ha poblado esta tierra, por ser la dicha lengua como es, sobrina de los caciques principales de esta provincia, y que ella los apaciguó e hizo todos de paz, lo que sin ella no se pudiera hacer, por ser los cristianos y la tierra muy belicosa.

En 1538, la Corona autorizó el repartimiento general de indios entre los vecinos, y tasó los tributos. Cartagena es convertida en una sociedad de encomenderos. El puerto fue cobrando importancia gracias a su bahía protegida por los militares españoles, la construcción de los fuertes y murallas y a su cercanía con Panamá otro puerto español importante. En los años siguientes, Heredia fue encarcelado por crímenes contra el pueblo de los Sinú y, más tarde, condenado a muerte. Contrariamente a lo que se cree, la Corona velaba ya por los derechos humanos según las "Leyes de Indias". Pero Heredia logró escapar rumbo a la España peninsular. De nada le valdría, pues murió al hundirse su navío en medio del océano.

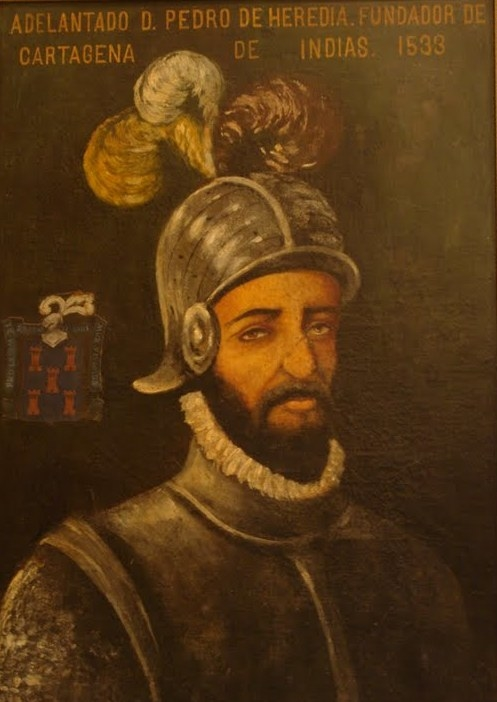
Pedro de Heredia fundó Cartagena en el año 1533.

Cartagena de Indias fue asaltada numerosas veces por corsarios y tropas inglesas (Francis Drake, 1586), francesas y neerlandesas. Por esto, el rey Felipe II encomendó al maestre de campo Juan de Tejeda la misión de construirle murallas y fortificaciones. El sistema de fortificaciones sirvió de defensa a ciudad en los siglos XVII y XVIII. El ingeniero italiano Bautista Antonelli inició la construcción de las murallas y fortificaciones de Cartagena de Indias, como el baluarte de Santo Domingo en 1614 entre otras. Su hijo Juan Bautista Antonelli, apodado «El Mozo», continuó la obra junto a su primo, el ingeniero hispanoitaliano Cristóbal de Roda Antonelli. La fortificación es la más completa de América del Sur y fue rematada en 1796 por el ingeniero español Antonio de Arévalo.
En 1697 la armada y los corsarios franceses atacaron la ciudad guiados por el Barón de Pointis y Ducasse. La bahía fue defendida valientemente por el héroe Sancho Jimeno, pero la ciudad débilmente protegida y posiblemente su gobernador Diego de los Ríos se había vendido a los intereses de los franceses y esta fue saqueada.
La reconstrucción después de la Expedición de Cartagena en 1697 fue inicialmente lenta, pero con el final de la Guerra de sucesión española alrededor de 1711 y la administración competente de Juan de Torrezar Díaz Pimienta, los muros fueron reconstruidos, los fuertes reorganizados y restaurados, y volvieron a abrir los servicios públicos y los edificios. Para el año 1710, la ciudad estaba totalmente recuperada. Al mismo tiempo, las reformas lentas pero constantes de las políticas comerciales restringidas en el Imperio español alentaron el establecimiento de casas comerciales nuevas y proyectos privados. Durante el reinado de Felipe V de España, la ciudad tenía muchas nuevas obras públicas iniciadas o completadas, entre ellas el nuevo Fuerte de San Fernando, el Hospital de la Obra Pía y la pavimentación completa de todas las calles y los proyectos en la apertura de nuevos caminos.

### Época Virreinal 1717-1810, Casa de Borbón
Pese a que el siglo XVIII comenzó con muchos problemas para la ciudad, pronto las cosas empezaron a mejorar. Las políticas económicas favorables al comercio de la nueva dinastía en Madrid reforzó los aspectos económicos de Cartagena, y el establecimiento del Virreinato de la Nueva Granada en 1717 convirtió a la ciudad en una de las mayores beneficiarias de las Indias. El siglo XVIII trajo la Dinastía Borbón y sus políticas en favor del comercio, de las cuales se benefició la ciudad, volviendo nuevamente a la prosperidad.[cita requerida] Durante este período, la ciudad pasó la barrera psicológica de los 18 000 habitantes, que era en ese momento la mayor población del Virreinato de la Nueva Granada.
El 13 de marzo de 1741 la ciudad fue sitiada por las tropas del almirante británico Edward Vernon, dando inicio al Sitio de Cartagena de Indias. La escuadra británica estaba compuesta por 186 navíos y 28.000 hombres, la cual se enfrentó contra las fuerzas españolas, que se contaban en 6 navíos y 4.000 hombres. La batalla fue un desastre para el inglés, contándose entre 8.000 y 11.000 bajas (la mayoría por la propagación de una epidemia de fiebre amarilla), y teniendo que retirarse el resto de las fuerzas tras fracasar el asedio. Dicho asedio fue repelido por el teniente general de la Armada Española Blas de Lezo, el virrey Sebastián de Eslava y el coronel de Ingenieros Carlos Suillars de Desnaux y sus hombres. Los británicos se retiraron a Jamaica, destruyendo previamente todas las fortalezas que obraban en su poder.

### Edad de Plata 1750-1808

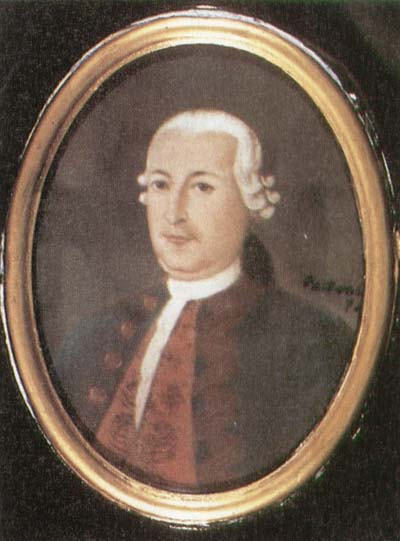
Juan de Torrezar fue gobernador de Cartagena de Indias, por dos ocasiones consecutivas.

Después de Vernon, comenzó la llamada la «Edad de Plata» de la ciudad (1750-1808). Esta vez fue una expansión permanente de los edificios existentes, la inmigración masiva de todas las otras ciudades del Virreinato, aumentaron el poder económico y político de la ciudad y un crecimiento acelerado de la población no igualada desde entonces. El poder político que ya estaba pasando de Bogotá a la costa colombiana concluida su reubicación, y los virreyes decidieron residir permanentemente en Cartagena. Los habitantes de la ciudad eran los más ricos de la colonia, la aristocracia erigió casas nobles de sus tierras para formar grandes propiedades, las bibliotecas y los centros de impresión se abrieron, y el primer café en la Nueva Granada fue establecida después. Los buenos tiempos de constante progreso y el avance en la segunda mitad del siglo XVIII llegó a un abrupto final en 1808 con la crisis general del Imperio Español que vino del Motín de Aranjuez y todas sus consecuencias.
Cuando las defensas se terminaron en 1756, la ciudad fue considerada inexpugnable. La leyenda dice que Carlos III de España, mientras miraba en Madrid la revisión de los gastos de defensa de española para La Habana y Cartagena, miró a través de su catalejo y dijo: «¡Esto es indignante! Por este precio, los castillos se ven desde aquí.»
Entre los censos del siglo XVIII estuvo el censo especial de 1778, impuesto por el gobernador de la época, el señor Juan de Torrezar Díaz Pimienta, Virrey de Nueva Granada después por orden del marqués de la Ensenada, ministro de Hacienda – a fin de que se proporcionara un número para su proyecto Catastro fiscal, que impuso un impuesto a la propiedad universal que él creía que contribuyen a la economía y al mismo tiempo aumentar los ingresos reales de forma espectacular. El censo de 1778, además de tener importancia para la historia económica, es interesante, ya que cada casa tenía que ser descrita en detalle y sus ocupantes enumerados, haciendo el censo en una herramienta importante. El censo reveló que Ensenada había esperado. Sin embargo, sus enemigos en la corte convencieron al rey Carlos III para oponerse al plan de impuestos.

### 1808-sigloXIX
Cartagena estuvo bajo el dominio español durante más de 275 años. Había sido la ciudad más grande del virreinato hasta el 11 de noviembre de 1811 cuando Cartagena se convirtió en el segundo territorio que declaraba independencia absoluta de España en la actual Colombia, luego de Socorro el 10 de julio de 1810. La Guerra de Independencia marcó el comienzo de un declive dramático en todos los aspectos para lo que se había convertido en la capital virtual de la Nueva Granada.
El 20 de agosto de 1815, el Estado Libre de Cartagena fue objeto de una campaña de reconquista liderada por el general español Pablo Morillo, quien implantó un asedio naval y terrestre para doblegar a los insurrectos atrincherados en la ciudad amurallada. Esta situación se mantuvo por tres meses, con lo que dichos insurrectos sufrieron hambre, epidemias y mortandad. Los desesperados rebeldes decidieron enfrentarse a los españoles hasta la muerte. Como consecuencia de este episodio, la ciudad recibió el título de "Ciudad Heroica" (véase Asedio de Cartagena de 1815). La ciudad prácticamente destruida fue evacuada por mar y volvió a estar bajo control español desde el 6 de diciembre de 1815 hasta el 10 de octubre de 1821, día en el que el último gobernador español fue derrotado tras el asedio del ejército republicano al mando del general Mariano Montilla y tuvo que abandonar la ciudad. Cartagena, la última ciudad de Colombia en ser liberada del gobierno hispano, se convirtió en un pueblo fantasma. Entre 500 esclavos africanos liberados habitaron la ciudad, cuyos palacios y edificios públicos estaban en ruina.
Después de la década de 1880 la ciudad comenzó a recuperarse de la crisis. Se siguió avanzando, aunque lentamente; después de la Gran Depresión, españoles, sirios, palestinos, libaneses, italianos, alemanes y varias comunidades de inmigrantes chinos y de otras naciones llegaron a Cartagena en este período de tiempo.

### SigloXX-actualidad
siglo XX y desarrollo resultan sinónimos en la historia de Cartagena. Al despuntar la nueva centuria la ciudad registró una fase de transformaciones profundas en lo económico, social, político y cultural. El desarrollo industrial y la consolidación de una élite empresarial, representada por comerciantes, banqueros e industriales asociada a la migración extranjera, impulsaron esta transformación que se plasmó en lo urbanístico, el arte, la literatura, las costumbres y la identidad cultural de los cartageneros. Cartagena no fue tocada por las guerras civiles que estremecieron a Colombia. La paz y la apertura del ferrocarril que unió a la ciudad con el puerto de Calamar sobre el río Magdalena, permitieron que la bahía recuperara su papel estratégico como puerto comercial sobre el mar Caribe. Algunas familias habían logrado consolidar capitales en torno de las actividades de comercio exterior y fabricación de bienes de consumo y se hacían los primeros ensayos de industrialización. En 1891 se contaba ya con una planta eléctrica, en 1904 con acueducto y a partir de 1905 se inició una transformación planificada de la ciudad. La Torre del Reloj se construyó sobre la que en un principio fue la única puerta de Cartagena. Fue edificada por el arquitecto Luis Felipe Jaspe Franco por encargo del cabildo en 1876. Aquella puerta estuvo provista de puente levadizo, que se alzaba sobre el caño San Anastasio. Este iba desde la bahía de las Ánimas hasta el llamado lago del Cabrero o de Santa Catalina, a través de lo que es hoy la urbanización de La Matuna.

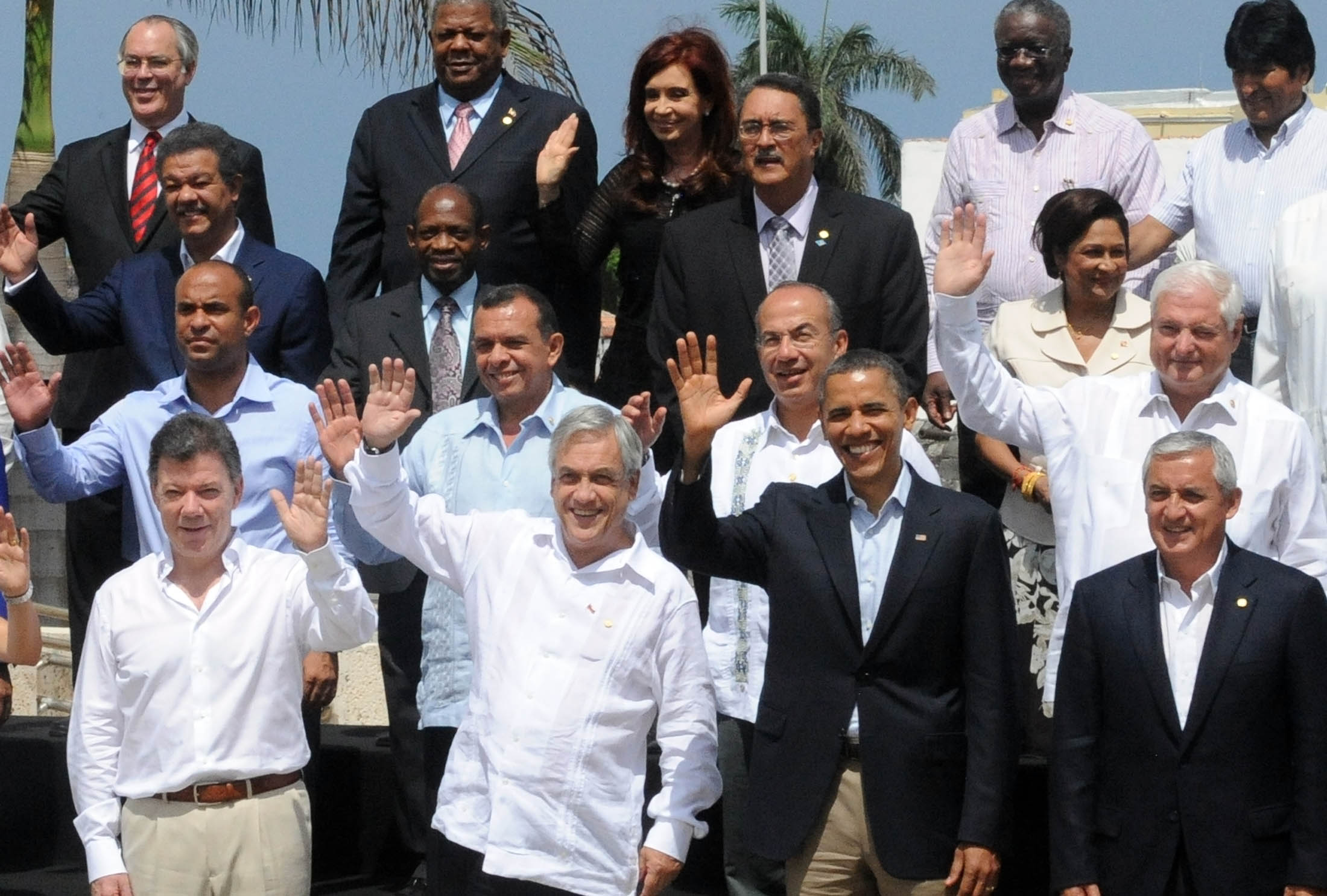
La Cumbre de las Américas se celebró en Cartagena en el año 2012. En la cual estuvieron presentes los presidentes Juan Manuel Santos, Barack Obama, Dilma Rousseff, Sebastián Piñera, Cristina Fernández, entre otros.

Entre 1930 y 1970 la ciudad registró un crecimiento de la población a tasas superiores a la media nacional. En 1970, el crecimiento de la población era más acelerado, sin embargo, la población se ha triplicado desde la década de 1980 gracias a una mezcla de la privatización de la infraestructura portuaria, la descentralización del turismo, y el hecho de que, proporcional a su población, Cartagena es la ciudad que ha recibido la mayoría de los desplazados del campo con la escalada de la guerra civil en la década de 1990 en las regiones andinas.
El 26 de septiembre de 2016, la ciudad fue el sitio escogido para la firma de los acuerdos de paz entre el presidente Juan Manuel Santos y el líder del grupo guerrillero de las FARC-EP, Timochenko. Contando con la asistencia de víctimas del conflicto, 13 jefes de Estado de América Latina, el secretario general de la ONU, Ban Ki-moon; el secretario de estado de los Estados Unidos, John Kerry; el rey Juan Carlos I de España, el secretario de Estado de la Santa Sede, cardenal Pietro Parolin; varios gobernadores de Colombia y otras personalidades nacionales e internacionales, que conllevaron a la ciudad a ser epicentro de noticia a nivel mundial y a ser catalogada como la ciudad de la paz.

## División político-administrativa
El régimen político, administrativo y fiscal fue definido mediante la Ley 768 de 2002. El Concejo de Cartagena mediante acuerdo 029 del mismo año, define entonces para el distrito en tres localidades.
Cada localidad contiene una Unidad Comunera de Gobierno (UCG) compuesta por barrios; además, de los centros poblados y el área insular de Cartagena (Tierra Bomba, Islas del Rosario, Archipiélago de San Bernardo e Isla Fuerte):
| Localidad                                      | Unidad Comunera de Gobierno | Centros poblados |
| Histórica y del Caribe Norte355.943 hab.(2005) | - UCG 1 Castillogrande, Laguito, Bocagrande, El Centro, La Matuna, Getsemani, San Diego, El Cabrero, Marbella, Torices, Crespo, Chambacú, Pie de la Popa, Manga. - UCG 2 Pie del Cerro, El Espinal, Lo Amador, Nariño, Torices, Pedro Salazar, San Pedro y Libertad, Los Comuneros, Petare, Paulo VI 1, Paulo VI 2, República del Caribe, Loma Fresca, Palestina, La Plaza, Paraíso, San Bernardo de Asís, Virgen del Carmen. - UCG 3 Canapote, Crespito, Daniel Lemaitre, Santa María, Siete de Agosto, San Francisco, San Bernardo. La Heroica, La Paz, 20 de Julio. - UCG 8 Zaragocilla, Escallón Villa, La Campiña, Los Calamares, Los Almendros, Camagüey, Los Ejecutivos, Los Ángeles, Barlovento, Los Laureles, Britania, Santillana de los Patios, El Country, La Troncal, Buenos Aires, Tacarigua, Villa Sandra 1, Villa Sandra 2, Cavipetrol, Las Delicias, El Carmen, El Rubí, La Gloria. - UCG 9 Barrio Chino, Martínez Martelo, El Prado, Bruselas, Amberes, España, Juan XXIII, Paraguay, Junín, La Gloria, Las Brisas, Nueva Granada, Nueve de Abril, José Antonio Galán, Piedra de Bolívar, Armenia, Mirador de Nuevo Bosque. - UCG 10 Nuevo Bosque, Alto Bosque, El Bosque, Los Cerros, República de Chile, San Isidro, Altos de San Isidro, Bosquecito. | - Ararca - Barú Pueblo - Bocachica - Caño del Oro - El Pueblito - El Recreo - Isla Fuerte - Leticia - Múcura - Punta Arena - Santa Ana - Santa Cruz del Islote - Tierra Bomba                                                                           |
| De La Virgen y Turística319.436 hab. (2005)    | - UCG 4 La María, La Quinta, Barrio Obrero, La Esperanza, Alcibia, Boston, La Candelaria. - UCG 5 Tesca Viejo, Tesca Nuevo, República del Líbano, Olaya Herrera, Chiquinquirá. - UCG 6 Olaya Herrera, Fredonia, Nuevo Paraíso, Las Américas, Villa Estrella, El Pozón. - UCG 7 13 de junio, República de Venezuela, Las Gaviotas, Chipre, La Floresta, La Castellana, Los Alpes, El Gallo, Viejo Porvenir, San José Obrero, Nuevo Porvenir, Las Palmeras, Las Palmas. | - Arroyo de Las Canoas - Arroyo de Piedra - Arroyo Grande - Barcelona de Indias - Bayunca - Cartagena Laguna Club - Casas del Mar - La Boquilla - Las Europas - Manzanillo del Mar - Pontezuela - Puerto Bello - Puerto Rey - Punta Canoa - Tierra Baja |
| Industrial de La Bahía237.295 hab.(2005)       | - UCG 11 Ceballos, Santa Clara, Policarpa, Albornoz, Arroz Barato, Puerta de Hierro, Bellavista, Libertador, 20 de Julio, Antonio José de Sucre. - UCG 12 Los Corales, Almirante Colon, Los Caracoles, El Socorro, Blas de Lezo, Santa Mónica, San Pedro, El Campestre. - UCG 13 Santa Lucía, El Recreo, La Concepción, Ternera, Anita, San José de los Campanos, Villa Rosita, La Providencia, Parque Heredia. - UCG 14 Alameda La Victoria, San Fernando, Simón Bolívar, 11 de Noviembre, Villa Rubia, Jorge Eliecer Gaitán, María Cano, Camilo Torres, La Florida, Nueva Delhi, La Esmeralda 1, La Esmeralda 2, Los Santanderes, El Nazareno, El Silencio, Nueva Jerusalén, Nueva Villa Fanny, Sectores Unidos, La Sierrita, Nelson Mandela. - UCG 15 Villa Hermosa, Luis Carlos Galán, Cooperativo, San Pedro Mártir, El Reposo, La Victoria, Los Jardines, La Consolata, El Educador, Henequén. | - Membrillal - Pasacaballos |

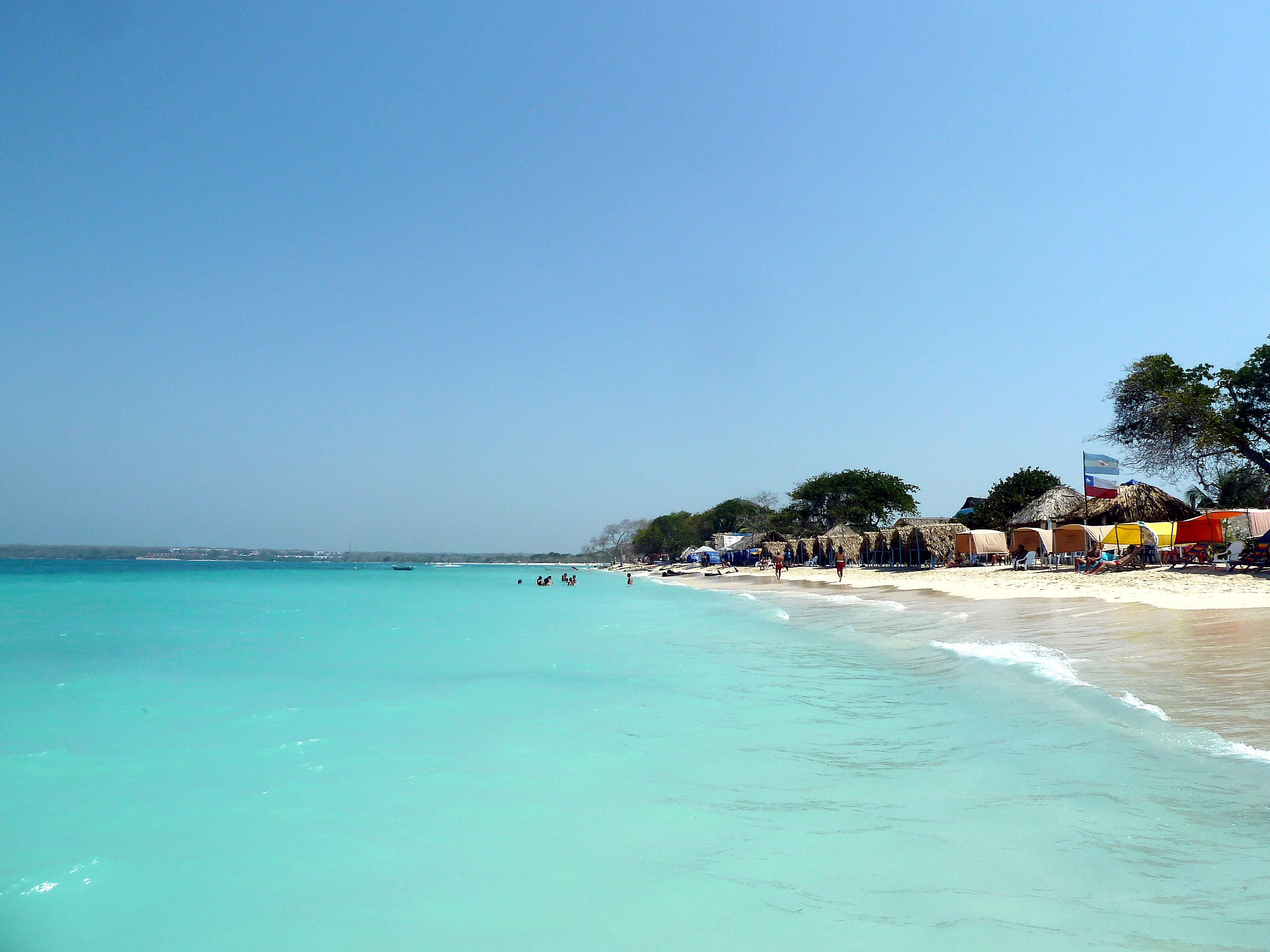
Península de Barú

## Geografía
Cartagena está localizada en el norte del departamento de Bolívar a orillas del mar Caribe. Se encuentra a 10°25′30″ latitud norte y 75°32′25″ de longitud oeste.
| Coordenadas geográficas                        |
| - Latitud: 10°25′30″ N - Longitud: 75°32′25″ O |

Cartagena de Indias está rodeada por el Mar Caribe y delimitada por sus vecinos aledaños al oriente; al suroccidente con Córdoba y Sucre (por las islas que tiene bajo su jurisdicción) y al último departamento por la parte continental.
| Noroeste: Mar Caribe | Norte: Mar Caribe        | Nordeste: Santa Catalina y Clemencia |
| Oeste: Mar Caribe |                          | Este: Santa Rosa de Lima Turbaco     |
| Suroeste: Mar Caribe (frente a Isla Tintipán) San Onofre ( Sucre) (frente a Isla Fuerte) Moñitos y San Bernardo del Viento ( Córdoba) | Sur: San Onofre ( Sucre) | Sureste: Turbaná Arjona              |

Se encuentra en una zona costera típica, accidentada e irregular, conformada por procesos geológicos relacionados con el mar. Entre los elementos geográficos más importantes de la ciudad se encuentran las formaciones insulares de Barú y Tierrabomba junto a otras islas menores, el archipiélago del Rosario, la bahía de Cartagena de Indias, la bahía de Barbacoas, y lagunas costeras como la ciénaga de Tesca o de la Virgen. La zona es además un área de confluencia marina y fluvial debido a la presencia de la desembocadura del canal del Dique que generan formaciones de tipo delta en la bahía de Cartagena y Barbacoas. En la ciudad sobresale la formación de La Popa con una antigüedad comprendida entre el Plioceno superior y el Pleistoceno inferior. Está compuesta por rocas y corales, se presenta en forma de colina alargada, pendientes fuertes y medias donde se encuentran abanicos aluviales, cárcavas, escarpes y acantilados. Las zonas planas y bajas cerca al litoral costero están constituidas por depósitos de origen cuaternario que constituyen espigones, cordones litorales y deltas regidos por la deriva litoral.

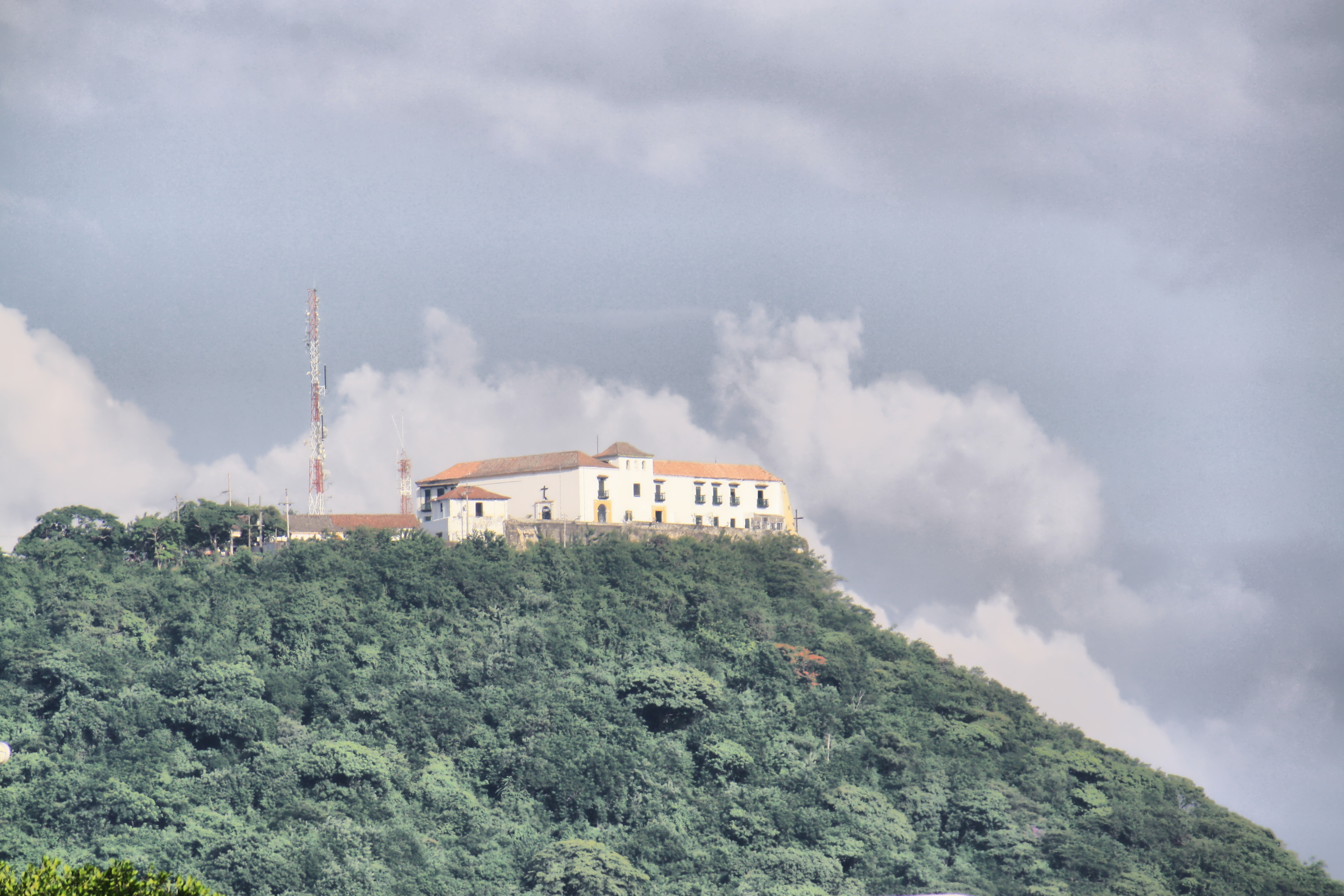
El cerro de La Popa es una de las formaciones más antiguas de la ciudad.

### Historia geográfica
Cartagena se convirtió en una ciudad cargada de historia y de recuerdos hispánicos. Desde un principio y durante toda la época colonial fue un importante y estratégico puerto, terminal de la navegación por el río Magdalena y lugar donde se reunían las flotas españolas procedentes de otros puertos sudamericanos, y en especial las que llevaban la plata peruana a España. Este papel de puerto estratégico queda reflejado en las fortalezas (San Fernando, San José, San Sebastián del Pastelillo, San Lorenzo, San Felipe, La Tenaza) y en las murallas que rodean la ciudad antigua, que tiene iglesias, casas, plazas y calles típicamente españolas. La ciudad vieja está rodeada por el mar Caribe al O, la bahía de Cartagena al S y una serie de lagos y lagunas al N y E. Con la independencia empieza una época decadente para la urbe: por un lado, se derrumba el monopolio comercial español y por otro llega a encenagarse el canal que la comunica con el río Magdalena.

## Clima
La ciudad posee un clima semiárido cálido, una temperatura promedio anual de 27.8 °C. Cartagena de Indias tiene una humedad relativa +90%, con la estación lluviosa típicamente entre abril-mayo y octubre-noviembre. Es de resaltar que aunque el clima tiende a ser caluroso todo el año, la presencia de brisa hace que el clima sea agradable. Los meses de noviembre a febrero son los más ventosos del año. A pesar de que los meses de septiembre y octubre son los más nublados y lluviosos, el sol está a menudo presente en cada día. Una brisa se puede sentir en los meses de enero y febrero, lo que permite apreciar una estancia en la playa. Algunas veces la marea es alta durante una o dos semanas, a inicios de diciembre.

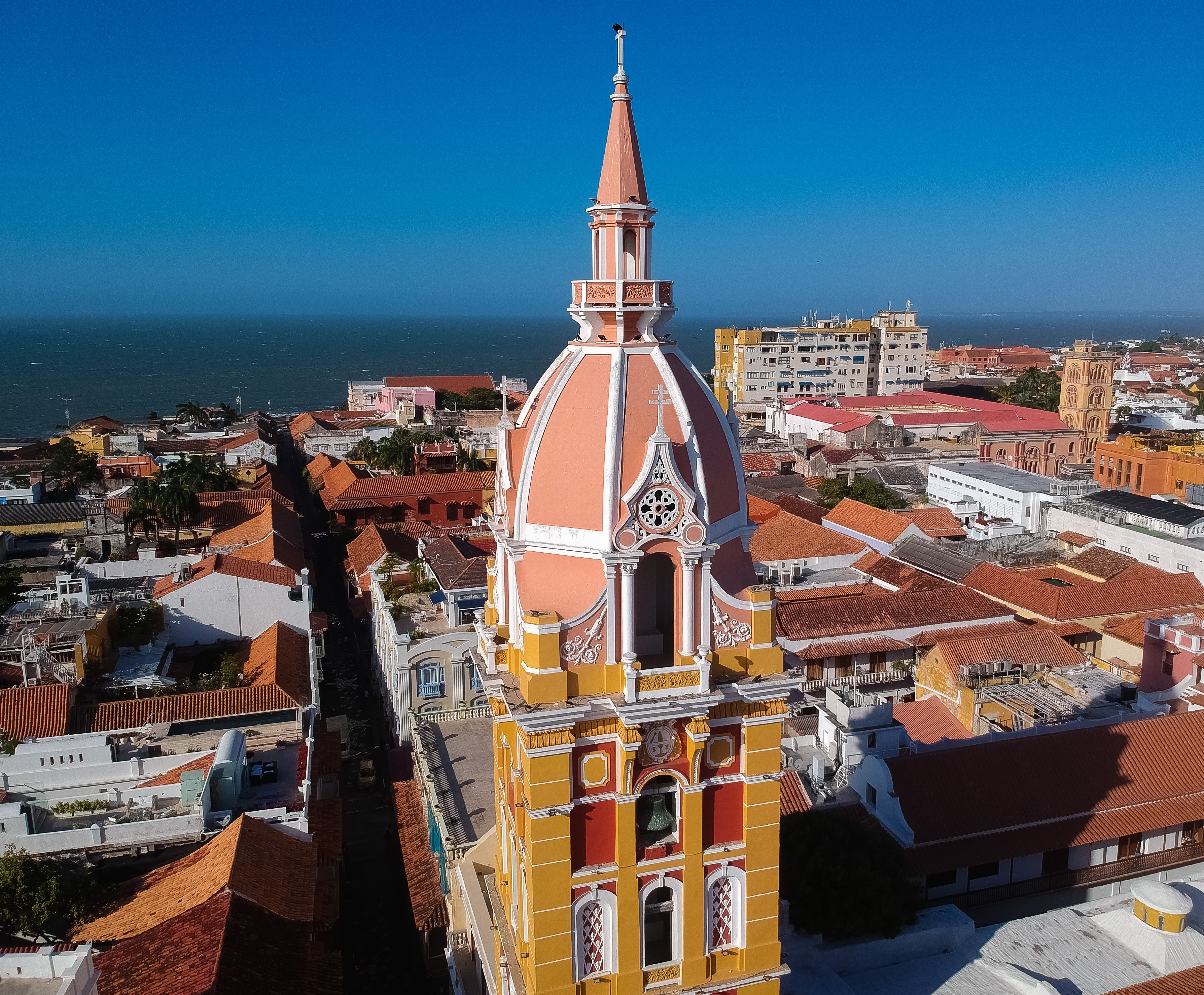
Centro histórico de Cartagena. En primer plano, cúpula de la catedral de Santa Catalina

El sol está en su cumbre dos veces al año en Cartagena, hacia principios de mayo y hacia finales de agosto y, comúnmente, es importante protegerse del sol durante todo el año con el fin de evitar las quemaduras de la piel. Cartagena de Indias tiene la ventaja de no ser tocada por huracanes que sí afectan a otras capitales caribeñas como La Habana, Santo Domingo, Cancún, Kingston, Miami y San Juan. La razón de ello es que la ciudad está situada más al sur y hace parte del continente sudamericano, lejos de los pasillos huracanados. Los últimos huracanes que rozaron la ciudad fueron el Huracán Joan en 1988, que llegó muy debilitado luego de su paso por Puerto Rico, y el Huracán Matthew en 2016 proveniente de Venezuela siendo categoría 4 de la escala Saffir-Simpson.
| Parámetros climáticos promedio de Cartagena (Aeropuerto Internacional Rafael Núñez), normales 1981–2010 | Parámetros climáticos promedio de Cartagena (Aeropuerto Internacional Rafael Núñez), normales 1981–2010 | Parámetros climáticos promedio de Cartagena (Aeropuerto Internacional Rafael Núñez), normales 1981–2010 | Parámetros climáticos promedio de Cartagena (Aeropuerto Internacional Rafael Núñez), normales 1981–2010 | Parámetros climáticos promedio de Cartagena (Aeropuerto Internacional Rafael Núñez), normales 1981–2010 | Parámetros climáticos promedio de Cartagena (Aeropuerto Internacional Rafael Núñez), normales 1981–2010 | Parámetros climáticos promedio de Cartagena (Aeropuerto Internacional Rafael Núñez), normales 1981–2010 | Parámetros climáticos promedio de Cartagena (Aeropuerto Internacional Rafael Núñez), normales 1981–2010 | Parámetros climáticos promedio de Cartagena (Aeropuerto Internacional Rafael Núñez), normales 1981–2010 | Parámetros climáticos promedio de Cartagena (Aeropuerto Internacional Rafael Núñez), normales 1981–2010 | Parámetros climáticos promedio de Cartagena (Aeropuerto Internacional Rafael Núñez), normales 1981–2010 | Parámetros climáticos promedio de Cartagena (Aeropuerto Internacional Rafael Núñez), normales 1981–2010 | Parámetros climáticos promedio de Cartagena (Aeropuerto Internacional Rafael Núñez), normales 1981–2010 | Parámetros climáticos promedio de Cartagena (Aeropuerto Internacional Rafael Núñez), normales 1981–2010 |
| Mes | Ene. | Feb. | Mar. | Abr. | May. | Jun. | Jul. | Ago. | Sep. | Oct. | Nov. | Dic. | Anual                                                                                                   |
| --- | --- | --- | --- | --- | --- | --- | --- | --- | --- | --- | --- | --- | --- |
| Temp. máx. abs. (°C)                                                                                    | 40.0 | 38.0 | 38.0 | 38.0 | 40.0 | 39.8 | 39.0 | 38.0 | 39.6 | 39.0 | 40.0 | 38.0 | 40.0 |
| Temp. máx. media (°C)                                                                                   | 30.6 | 30.7 | 30.8 | 31.2 | 31.5 | 31.8 | 31.8 | 31.8 | 31.5 | 31.2 | 31.2 | 30.9 | 31.2 |
| Temp. media (°C)                                                                                        | 26.7 | 26.8 | 27.1 | 27.8 | 28.3 | 28.5 | 28.3 | 28.4 | 28.3 | 28.0 | 27.9 | 27.2 | 27.8 |
| Temp. mín. media (°C)                                                                                   | 23.9 | 24.2 | 24.8 | 25.6 | 25.9 | 25.9 | 25.6 | 25.7 | 25.6 | 25.4 | 25.4 | 24.6 | 25.2 |
| Temp. mín. abs. (°C)                                                                                    | 19.0 | 19.0 | 19.0 | 19.5 | 19.0 | 19.0 | 20.0 | 18.0 | 18.5 | 19.0 | 19.0 | 18.5 | 18.0 |
| Lluvias (mm)                                                                                            | 1.9 | 0.5 | 1.9 | 22.0 | 120.3                                                                                                   | 101.5                                                                                                   | 119.4                                                                                                   | 128.9                                                                                                   | 144.5                                                                                                   | 238.8                                                                                                   | 156.9                                                                                                   | 50.4 | 1087.0                                                                                                  |
| Días de lluvias (≥ 1 mm)                                                                                | 0 | 0 | 1 | 4 | 10 | 13 | 11 | 13 | 15 | 16 | 12 | 3 | 98 |
| Horas de sol                                                                                            | 272.8                                                                                                   | 240.1                                                                                                   | 238.7                                                                                                   | 210.0                                                                                                   | 192.2                                                                                                   | 189.0                                                                                                   | 207.7                                                                                                   | 198.4                                                                                                   | 171.0                                                                                                   | 170.5                                                                                                   | 186.0                                                                                                   | 241.8                                                                                                   | 2518.2                                                                                                  |
| Humedad relativa (%)                                                                                    | 81 | 79 | 80 | 81 | 82 | 82 | 81 | 82 | 82 | 83 | 83 | 82 | 81 |
| Fuente: Instituto de Hidrologia Meteorología y Estudios Ambientales                                     | | | | | | | | | | | | | |

## Hidrografía
La bahía de Cartagena de Indias recibe el principal aporte del canal del Dique, afluente del río Magdalena, adquiriendo condiciones especiales de riqueza productiva para fines de usos pesqueros y de acuacultura. Al sur se encuentra la bahía de Barbacoas, que de igual manera recibe el aporte del canal del Dique a través de los caños Lequerica y Matunilla que le dan carácter estuárico al noreste de la bahía.

#### Zonas costeras

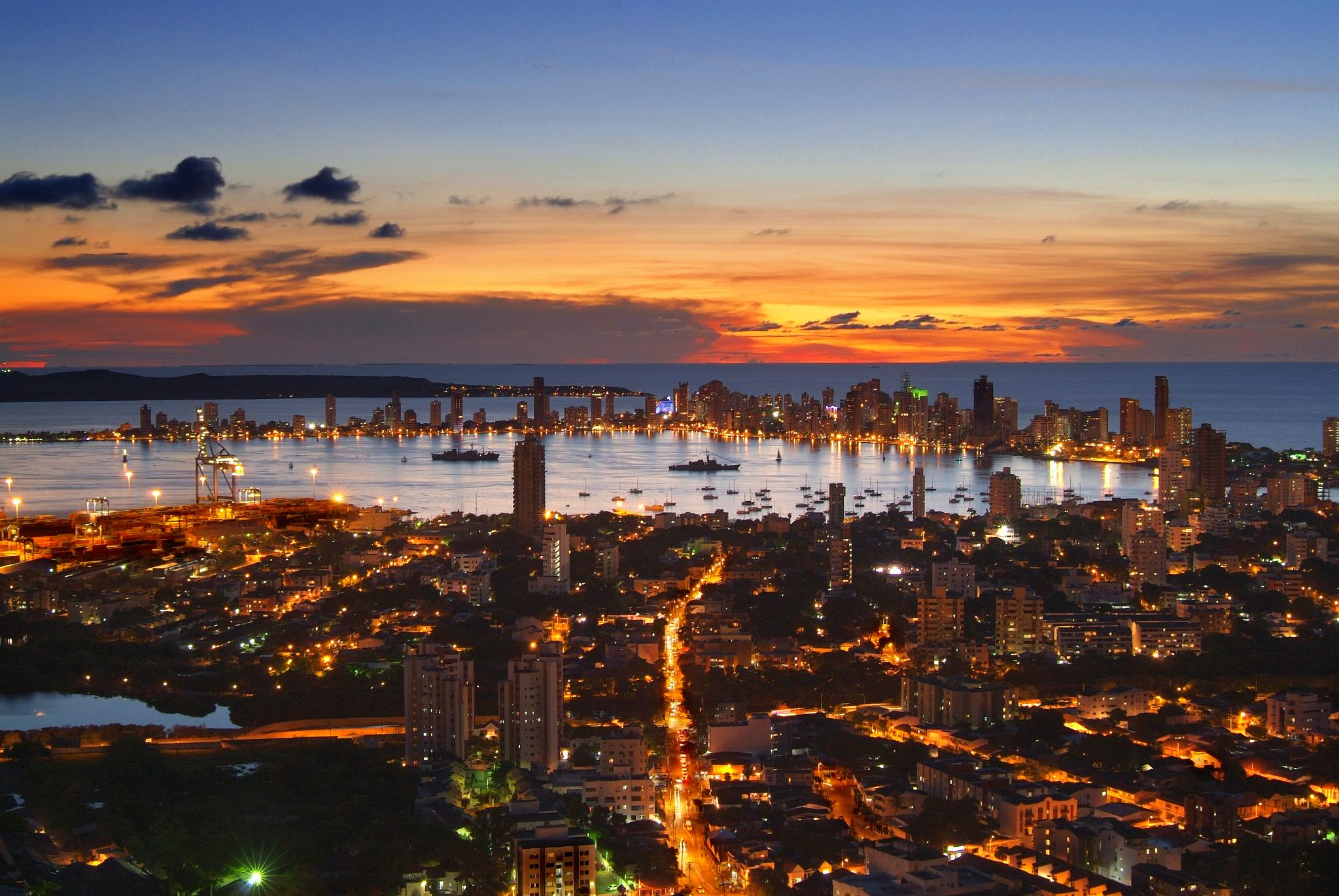
Bahía de Cartagena de Indias.

De acuerdo con el Instituto Geográfico Agustín Codazzi, la zona costera de Cartagena presenta dos paisajes denominados zonas planas y zonas quebradas. Las zonas planas corresponde a las playas marinas y zonas fluviomarinas de origen calcáreo y no calcáreo que se encuentran generalmente en las islas de Tierrabomba y Barú. En el litoral costero se encuentran dunas costeras formadas por sedimentos de arenas eólicas, se localizan principalmente en las playas de la Zona Norte de la ciudad; manglares bajo y alto a lo largo de la ciénaga de Tesca; diques del canal formados por aluviones fluvio marinos depositados en las márgenes del Canal del Dique. Los suelos presentan una conformación sedimentológica con altos contenidos de arenas finas de color gris y grandes concentraciones de arcillas orgánicas en depresiones por donde pasan los diversos caños de la ciudad. En las zonas pantanosas el sedimento es blando de color ocre generalmente y grandes cantidades de cuarzo y roca sedimentaria en las partes inundanbles.
Por la configuración de la plataforma continental gran parte de la costa de Cartagena presenta características adecuadas para que se presenten sugerencias costeras donde además su ubicación estratégica y su disposición paralela con respecto a los vientos alisios es ideal. La dinámica hidrológica de Cartagena está determinada por la integración de los sistemas de las bahías de Cartagena y Barbacoas con el canal del Dique que aporta sus aguas sobre ellas y ejerce influencia en sus patrones de circulación. La bahía recibe los mayores aportes de aguas marinas durante las temporadas secas con vientos provenientes del norte aumentando su salinidad mientras que en las temporadas de lluvia con vientos provenientes del sur, la bahía recibe más aportes de las aguas del canal del Dique disminuyendo su salinidad. Para el caso de la bahía de Barbacoas sucede todo lo contrario por estar en el sur y la protección de los vientos que ejerce la isla de Barú.

## Flora y fauna
El principal exponente de la flora y fauna de Cartagena es el jardín botánico Guillermo Piñeres a 130 m s. n. m. en jurisdicción del Municipio de Turbaco. Según los estudios realizados por esta fundación que contribuye al conocimiento florístico y de fauna del Caribe colombiano, las especies más representativas son la Sterculia apétala (Camajorú), Bursera simaruba (Indio en cuero), Tabebuia rosea (Roble), Enterolobium cyclocarpum(Carito), Tabemae montana cymosa (Cojón de fraile), Nectandra turbacensis (Ají), Hura crepitans (Ceiba de agua), Cedrela odorata (Cedro), Anacardium excelsum (Caracolí) y Ficus máxima (Copei). Los principales ecosistemas representativos son Herbal medicinal, Arboretum, Palmetum, Frutales, Ornamentales, Xerofíticas. También existe una variedad de animales propios de la Región Caribe, como son los monos colorados aulladores, perezosos, murciélagos, zorras, conejos silvestres, ardillas, pájaros, iguanas, lagartos, serpientes, insectos y otros invertebrados así como el ave representativa de la ciudad que es la Mariamulata (Quiscalus mexicanus).

## Demografía

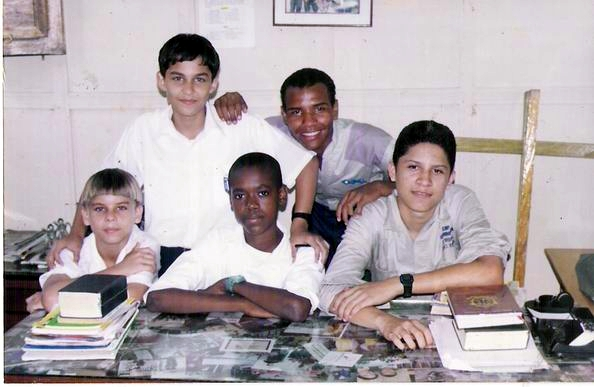
Jóvenes cartageneros en muestra de su etnografía.

La composición étnica de Cartagena es la resultante de la fusión de las tres etnias primigenias: la amerindia u originaria, la blanca proveniente de España, Italia y de inmigrantes del Medio Oriente que arribaron a la ciudad hace años en busca de refugio, y la negra traída esclavizada de África. La simbiosis de estas razas se manifiesta en una población predominantemente mestiza y mulata.
Periodo 1900-1950
- Lento crecimiento entre 1871 y 1905 se pasó de 8.603 a 9.681 habitantes.
- La tasa de crecimiento anual (0,4%) fue inferior a la registrada en Barranquilla (3,5%) y a la total del país (1,2%).
- Se inició el poblamiento de zonas extramuros: barrios El Cabrero y Pie de la Popa.
- Entre 1912 y 1951 la tasa de crecimiento de Cartagena fue la más alta de toda su historia hasta ese momento: 3,2%.[46]

Periodo 1951-presente

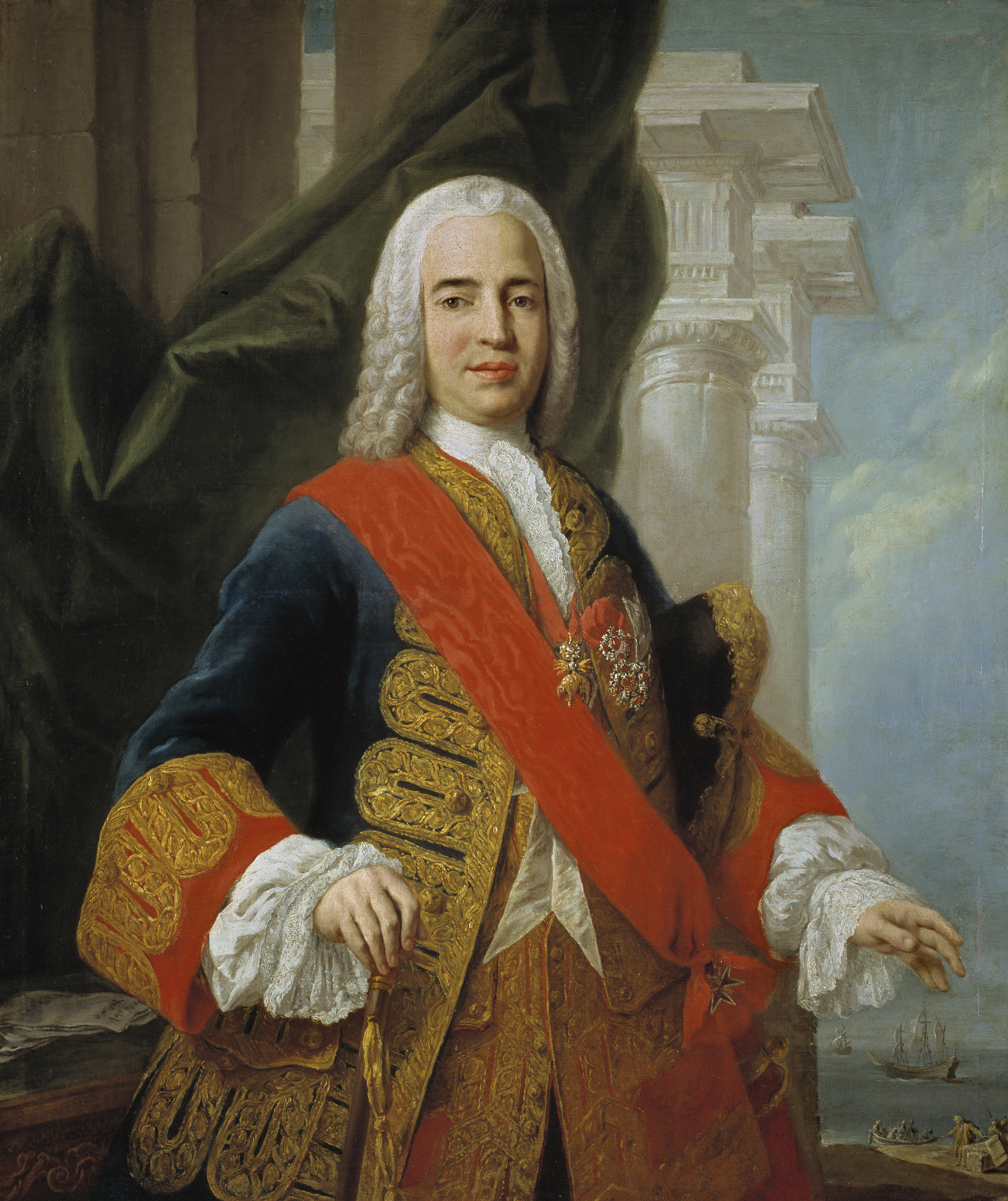
El marqués de Ensenada fue ministro de América y responsable de muchas de las políticas, de las cuales resultaron en el primer censo moderno de la ciudad en 1778.

- El marqués de Ensenada fue ministro de América y responsable de muchas de las políticas, de las cuales resultaron en el primer censo moderno de la ciudad en 1778.Entre 1951 y 2001 la población de la ciudad aumentó siete veces, de 129.000 habitantes pasó a 827.000. * La tasa de crecimiento anual (3,9%) fue superior a la registrada en Barranquilla (3,0%) y a la del total del país (2,6%), pero inferior a la de Bogotá (4,6%). Cartagena es la quinta ciudad del país en población después de Bogotá, Medellín, Cali y Barranquilla.
- Desde 1990, como resultado de la apertura y de la privatización portuaria, Cartagena se consolidó como el principal puerto colombiano, tanto para las exportaciones como las importaciones.
- La población total de la cabecera es de 985 600 habitantes; la del área metropolitana alcanza 1.288.490 habitantes (con los municipios de Turbaco, Arjona, Turbana, Santa Rosa, Clemencia y Santa Catalina).

### Composición étnica
Según las cifras presentadas por el DANE del censo 2005, la composición etnográfica de la ciudad es:
- Blancos y Mestizos : 63,2%
- Negro, mulato, afrocolombiano o afrodescendiente: 36,1%
- Palenquero: 0,3%
- Indígenas: 0,2%
- ROM: 0,1%
- Raizal: 0,1%

## Patrimonio
El centro histórico de Cartagena, «La Ciudad Amurallada», fue declarada Patrimonio Nacional de Colombia en el año 1959, mientras que en 1984, el Comité del Patrimonio de la Humanidad de la UNESCO la incluyó en la lista del patrimonio mundial como «Puerto, Fortaleza y Conjunto Monumental de Cartagena de Indias». También durante la dominación española, Cartagena tuvo una función crucial como centro comercial y puerto de embarque de los tesoros de la Corona. Su principal patrimonio y atracción es la extraordinaria arquitectura militar que posee, caracterizada por las sólidas murallas y castillos para defenderla de piratas, corsarios y de ejércitos que en su época, buscaban el saqueo de riquezas acumuladas por el comercio de valiosas mercancías y de esclavos. A partir de su independencia, adquirió el título de «La Ciudad Heroica» y tiene además, atractivos como sus calles y plazas, que se recorren con admiración intercalándose entre lo moderno y el estilo «republicano». Cartagena de Indias se convirtió a través de los años en una ciudad que envuelve el pasado con el presente. «Ciudad Heroica», llamada así por sus habitantes cartageneros quienes recuerdan con alegría su independencia, siendo la primera provincia en declararse libre de España y ganar ante la flota británica en 1741. Esta vieja ciudadela encerrada en murallas, casas coloniales que resaltan con el color de las flores colgadas en cada uno de sus balcones, pequeñas plazuelas, cúpulas renacentistas y techos en teja de barro y paredes gruesas de aquellos hogares que hoy muestran una ciudad con tradición. El escenario donde protagonizaron páginas destacadas de su historia, personajes como la India Catalina, Francis Drake, San Pedro Claver, El Barón de Pointis, Blas de Lezo, Antonio de Arévalo, Pedro Romero, Simón Bolívar y Rafael Núñez.

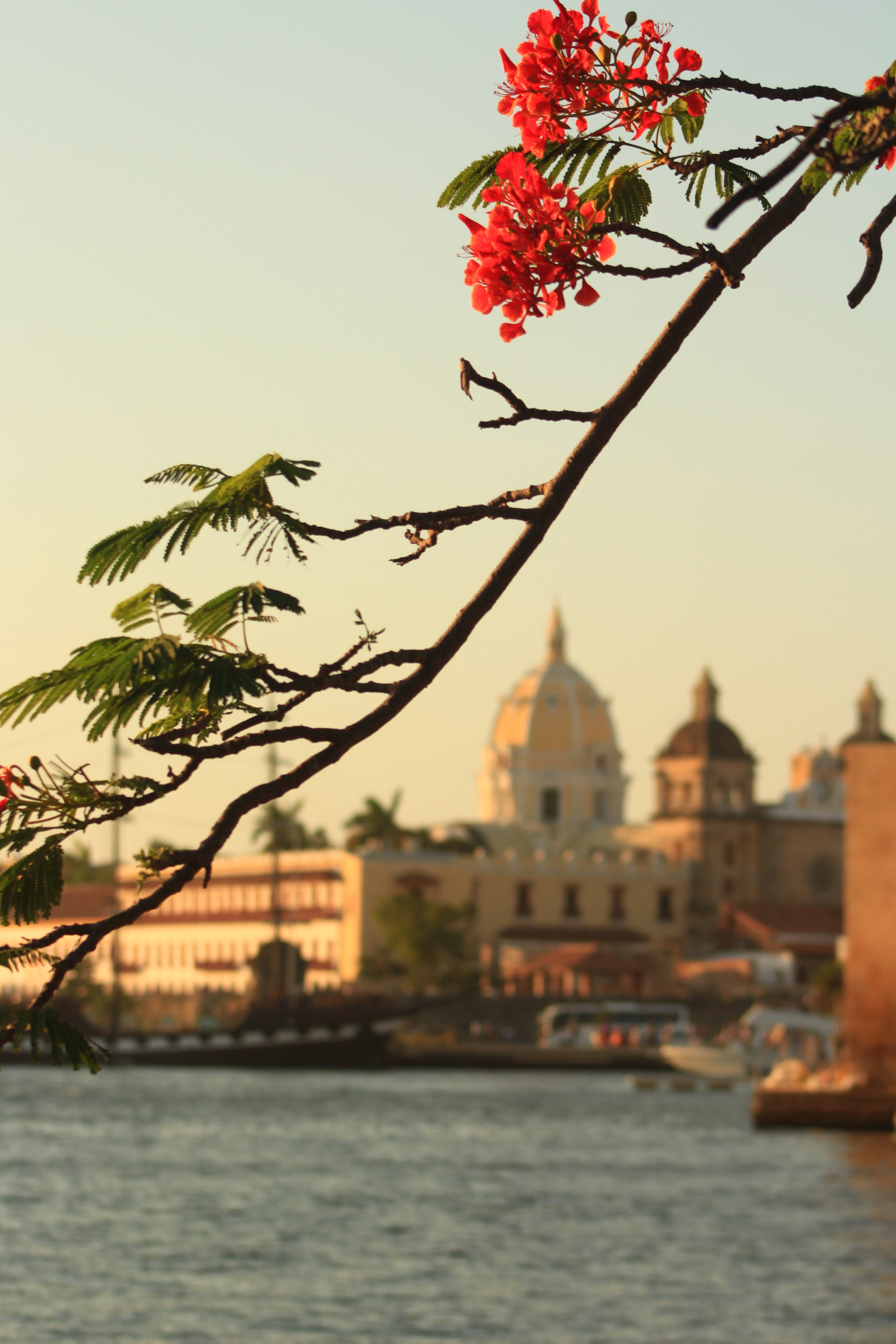
Iglesia de San Pedro Claver desde la bahía de Cartagena

Cartagena, luego de ser declarada Patrimonio de la Humanidad por la Unesco en 1984 encontró sus principales sitios culturales y de patrimonio en:
- La entrada principal al centro histórico es la Torre del Reloj o Boca del Puente, construida sobre la muralla en el siglo XIX. Historia, fotos y geocalización
- El barrio Getsemaní y el muelle de los Pegasos. Historia, fotos y geocalización
- Dentro de la ciudad amurallada se encuentra la plaza de los Coches, rodeada de casonas coloniales y presidida por la estatua de Pedro de Heredia; la Casa del marqués del Premio Real, la Casa de la Aduana, la iglesia y el convento de San Pedro Claver, construidos en el siglo XVII por los jesuitas y donde reposan los restos de San Pedro Claver, uno de los defensores de la causa de la población negra. Allí también se encuentran el actual edificio de la Alcaldía Mayor, la Casa de la Inquisición, el Museo del Oro y el Museo de Arte Moderno, donde se presentan exposiciones de artistas colombianos. Historia, fotos y geocalización (enlace roto disponible en Internet Archive; véase el historial, la primera versión y la última).
- El castillo de San Felipe de Barajas, fortaleza española construida para proteger la ciudad del asedio de tropas enemigas. Historia, fotos y geocalización
- Entre los balnearios, se encuentran Bocagrande, el Laguito, la Boquilla, Castillo Grande, Barú y las islas de Tierra Bomba y del Rosario.
- Véase también Monumentos y atracciones turísticas  (enlace roto disponible en Internet Archive; véase el historial, la primera versión y la última).

En 2006, las murallas de Cartagena fueron nominadas como símbolo cultural de Colombia en el concurso organizado por la revista Semana con el apoyo de Caracol TV, el Ministerio de Cultura y Colombia es pasión.

## Economía
Cartagena de Indias posee una economía sólida polifacética gracias a que cuenta con una estructura productiva diversificada en sectores como la industria, turismo, comercio y la logística para el comercio marítimo internacional que se facilita debido a su ubicación estratégica sobre el Mar Caribe al norte Suramérica y en el centro del continente americano. En los últimos años durante la diversificación de su economía ha sobresalido el sector petroquímico, el procesamiento de productos industriales y el turismo internacional. Desde principios del siglo XXI la ciudad está experimentando un crecimiento en el sector de construcción que va desde la edificación de grandes centros comerciales, hasta múltiples rascacielos, lo que ha cambiado por completo el paisaje urbano de la ciudad.

### Industria y comercio
La industria es una de las principales actividades económicas de la ciudad aportando el 10% de los empleos. Una de las actividades industriales más destacadas es la fabricación de sustancias químicas y productos derivados de la refinación de petróleo. La mayoría de industrias se encuentran en el Parque Industrial de Mamonal, considerado una de las zonas industriales más importantes de Colombia en el cual se localizan una 209 grandes y medianas empresas que generan cerca del 8,04% del producto interno bruto industrial del país (2004) y la Zona Industrial de El Bosque donde se encuentran las principales zonas francas de las varias que posee la ciudad.

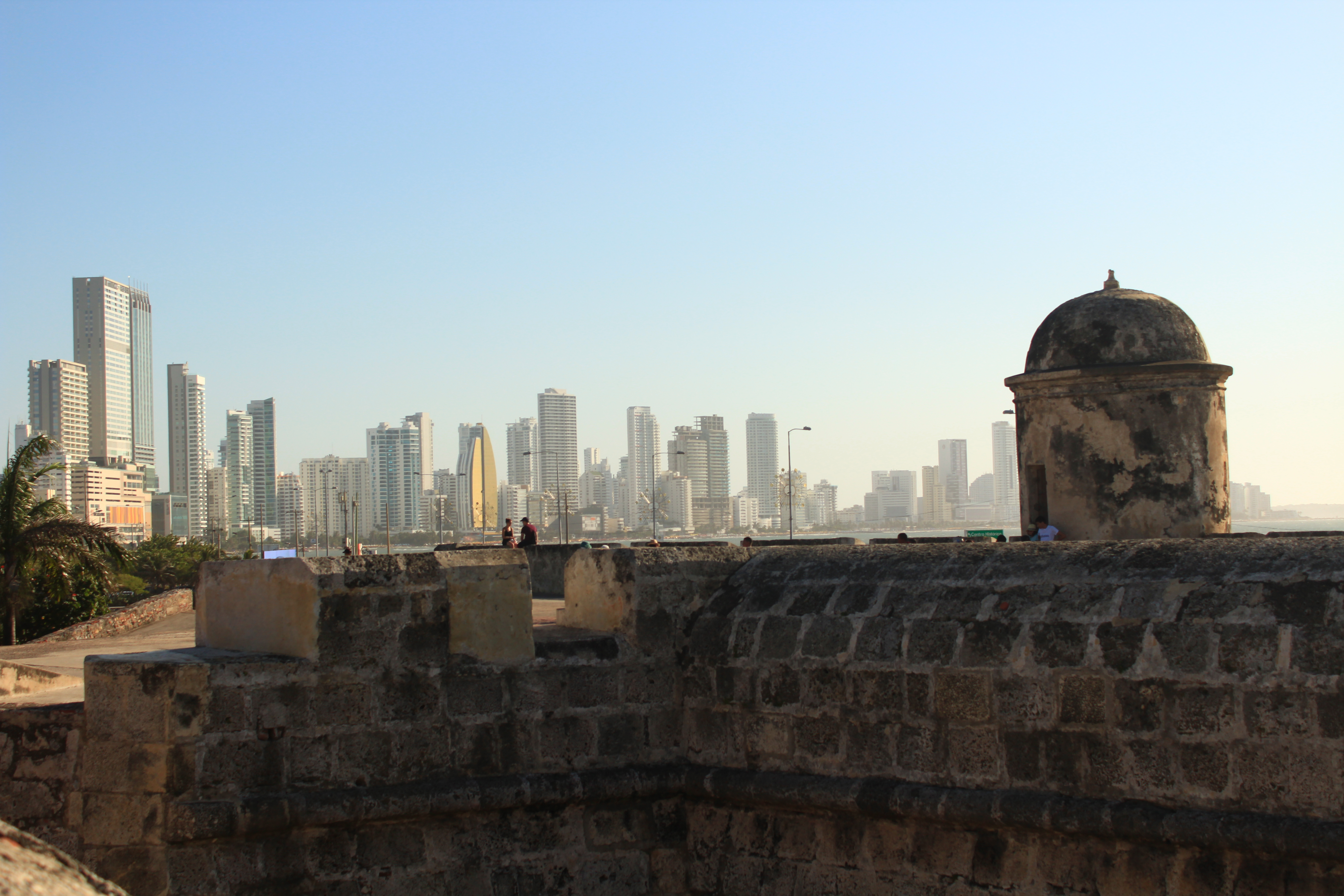
Centro histórico de Cartagena

Actualmente 400 hectáreas han sido habilitadas para el uso industrial, es decir, la localidad industrial y de la bahía, de igual forma se han generado nuevas zonas francas que otorgan incentivos para nuevos desarrollos industriales. La anterior estructura industrial hace de Cartagena un emporio especializado en los sectores petroquímico, químico y plástico, por tanto, grandes multinacionales tienen su centro de producción y distribución en Cartagena entre ellos Dupont y la Drummond. La ciudad también es sede de la refinería más importante de Colombia, la Refinería de Cartagena (REFICAR), una ampliación de Ecopetrol que fue entregada octubre de 2015 en asociación con la filial estadounidense Chicago Bridge & Iron (CBI). Hoy en día es una de las refinerías más importantes de América Latina por su producción de más de 165.000 barriles de petróleo diarios. El proyecto de ampliación de esta refinería abarcó una inversión de prevista de 3993 millones de dólares (2009) que incrementó finalmente a 8016 (2015).
Otras empresas destacadas son: Cementos Argos S.A., Kola Román, Indufrial, Amazon Pepper, Concurso Nacional de Belleza, Astivik S.A., Transporte & Logística Portuaria S.A., Distribuidora de Refrigeración Ltda, Ingenio Central Colombia, Perfumería Lemaitre, Refinería de Cartagena, Cellux Colombiana S.A., Harina Tres Castillos, Polyban Internacional S.A., SabMiller, Cementos Argos, Dow Chemical, Cemex, Dole, Abocol.
Cartagena posee una vocación comercial en ascenso, al ser una ciudad de más de 900 000 de habitantes y ser destino turístico por excelencia, la ciudad ofrece una oferta comercial variada donde se encuentran reconocidos almacenes de cadena, centros comerciales, franquicias internacionales y zonas especializadas en comercio. Hoy la ciudad muestra una tendencia continua de crecimiento de la población que comenzó a mediados de los años 80. Tasa de natalidad y tasas de mortalidad relativamente normal alimentar a la expansión económica en curso.
Cuenta con ocho centros comerciales importantes los cuales son Portal de San Felipe, La Serrezuela, Supercentro Los Ejecutivos, Paseo de la Castellana, Multicentro La Plazuela, Caribe Plaza, Plaza Bocagrande y Nao Fun + Shopping. Así mismo cuenta con otros de importancia media o menor, o incluso en construcción como: Gran Manzana, Parque Heredia, Centro Uno, San Fernando y Getsemaní.

### Zonas francas

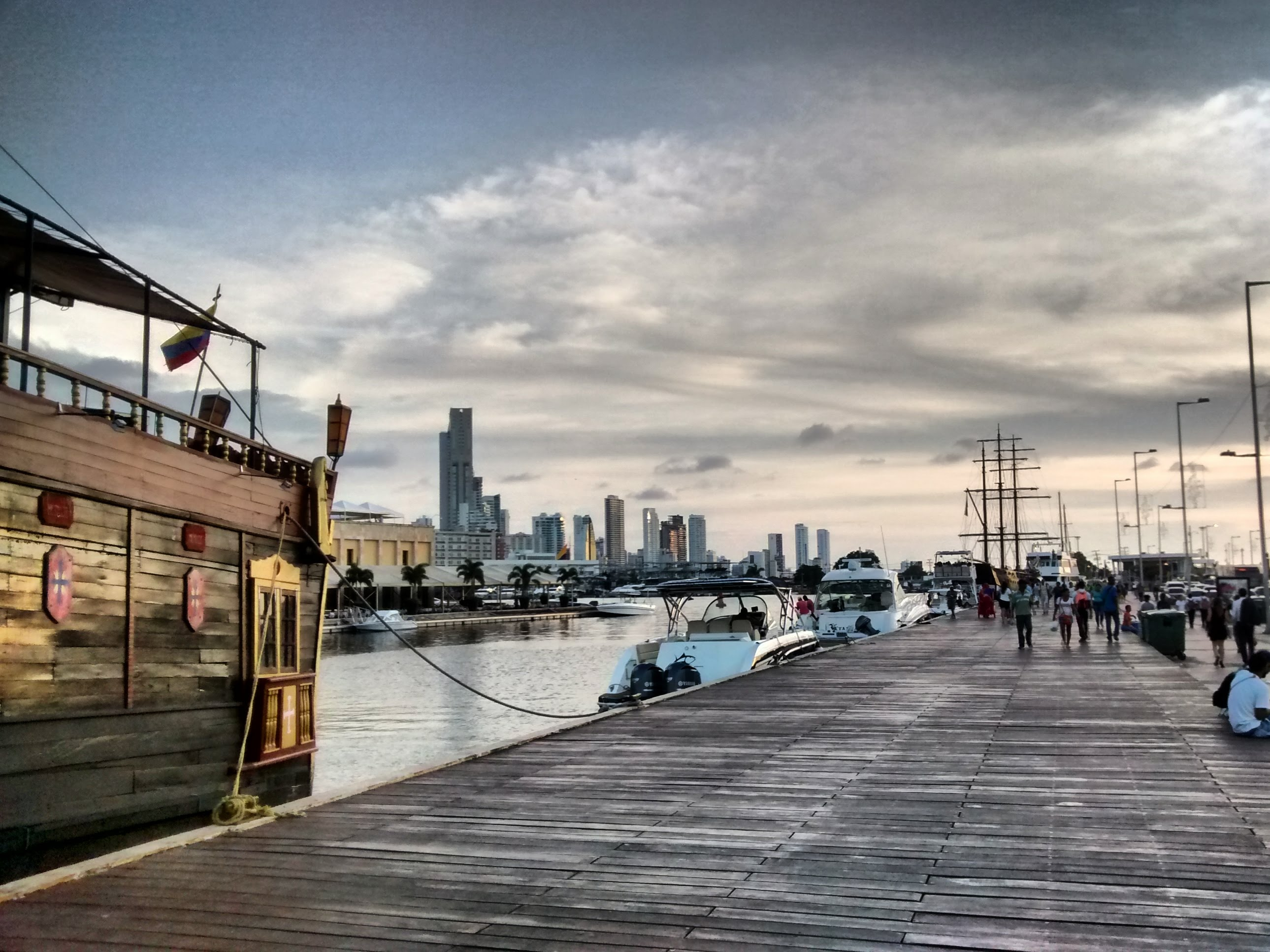
Muelle de los Pegasos

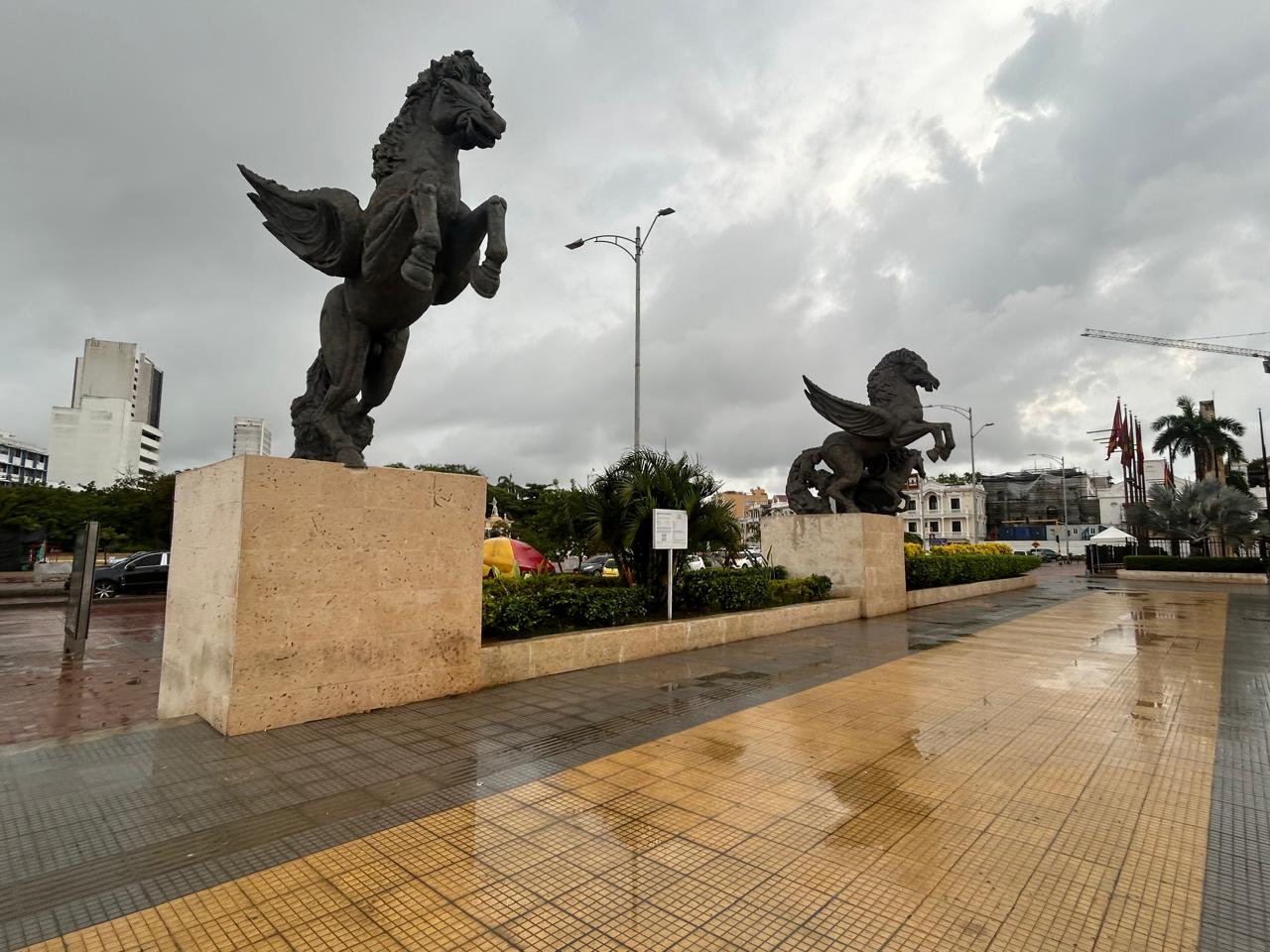
Monumento de los Pegasos

Las zonas francas son áreas dentro del territorio nacional y local que gozan de un régimen aduanero y fiscal especial y que tienen el propósito de fomentar la industrialización de bienes y la prestación de servicios orientados principalmente a los mercados externos y de manera subsidiaria, al mercado nacional.
- La Candelaria: Con un área de 141 Ha construidas y en pleno funcionamiento desde hace 20 años, aloja 52 empresas y cuenta con 2200 operarios, se encuentra ubicada en el corazón de la Zona Industrial de Mamonal, uno de los complejos industriales y de prestación de servicios más importantes de Colombia. En el año 2014 acumuló 47 000 operaciones de comercio exterior por valor de U.S. 2.81 billones de dólares. Actualmente proyecta una tercera ampliación que incorporará la construcción de un Business Port, o Centro de Negocios con un área construida de 30 000 metros cuadrados, diseñado para alojar empresas suministradoras de servicios especializados de apoyo como bancos, restaurantes, hotel, laboratorios clínicos, librerías etc.
- Parque Central S.A.S: Ubicada en el municipio de Turbaco, en zona de conurbación con el distrito de Cartagena de Indias, la cual cuenta con 64,8 Ha de extensión en su primera fase, y una segunda ampliación en trámite para completar las 128 ha que contempla el proyecto. Dispone de una Zona Franca Permanente (Fase 1 – Fase 2) y una Zona Logística y Comercial para pymes. Actualmente se encuentran en venta y arriendo sus bodegas, lotes, patios y oficinas para empresas de diversos clúster.[52]

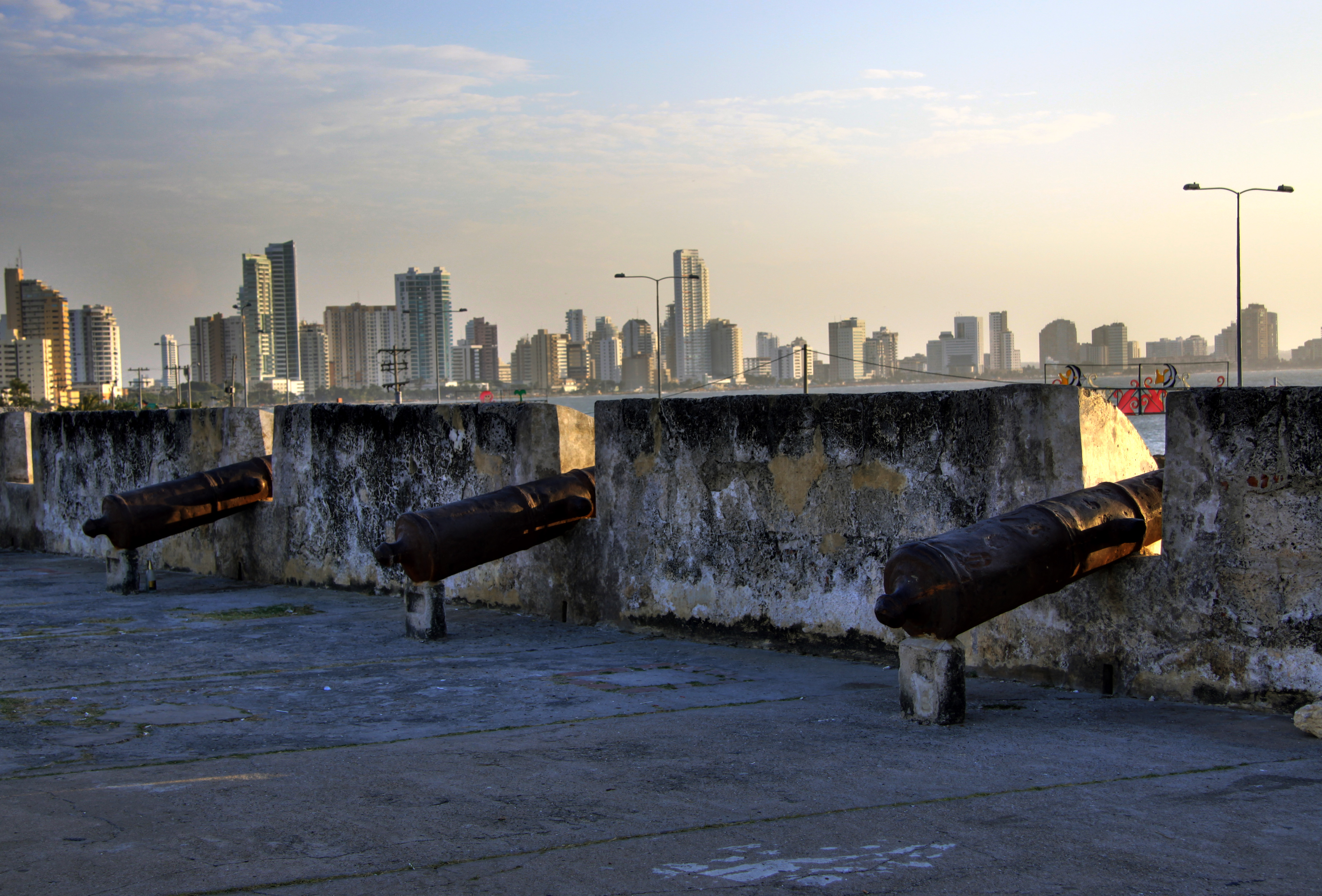
Las murallas de Cartagena forman parte de la zona turística.

- Industrial de Bienes y Servicios Cartagena Zofranca S.A: localizada a 14 km del centro de la ciudad, al final del sector industrial de Mamonal y posee muelle privado.
- Turística: ubicada en la Isla de Baru, dentro de la ciénaga de Portonaito, es la única zona franca turística que ofrece lotes sobre el agua en canales navegables, marina y un desarrollo urbano turístico, villas y todas las conveniencias de una urbanización caribeña.
- Uniempresarial de la Refinería de Cartagena: Nueva zona franca donde se harán inversiones que superarán los 2700 millones de dólares, y una generación de empleo que involucra la contratación de 3500 personas para su construcción. Inicio de operaciones para 2012.[53]
- Permanente Especial Argos S.A: nueva zona franca ubicada en el área industrial de Mamonal donde se adelanta el montaje de una planta de cemento gris con una capacidad de 1,8 millones de toneladas anuales adicionales.[54]
- Permanente Especial Puerta de Las Américas: ubicada en la zona norte de la ciudad, su enfoque será hacia los servicios, y contará con un centro hotelero, centro de convenciones, centro de salud y centro comercial.[55]

### Corrupción y pobreza
Cartagena es una de las ciudades de Colombia con mayor incidencia de pobreza y corrupción política. Según el Departamento Nacional de Planeación, Cartagena es la segunda ciudad en Colombia con mayor pobreza monetaria, únicamente detrás de Quibdó en el Chocó. Según el DANE, el 29.1% de los cartageneros vive en condiciones de pobreza, y el 5,5% en condición de pobreza extrema. Es además la segunda ciudad con mayor índice de exclusión social entre las 13 principales ciudades colombianas.  Adicionalmente, según la encuesta de Cartagena Cómo Vamos, se estima que el 25% de los encuestados come menos de 3 comidas diarias. En 40 de los barrios más pobres, el 80% de la población no tiene acueducto, 82% no tienen alcantarillado, y el 70% de los niños en edad escolar no asistían a clases.
A 2018, Cartagena ha tenido 12 alcaldes en 8 años, producto de destituciones por corrupción y reemplazos por estado de salud, lo cual ha afectado negativamente la gobernabilidad de la ciudad. A final de 2017, se entregó un reporte de la Fiscalía de la Nación donde se indica como los políticos locales, de todos los partidos, se han hecho dueños de la contratación pública y han arreglado elecciones locales para distribuir contratos y recursos de forma ilegal.
En este reporte, se indica como José Julián Vásquez, primo hermano del capturado exalcalde Manuel Duque, manejaba una red de tráfico de influencias y corrupción, a pesar de estar inhabilitado para ejercer cargos públicos por 10 años. Según la Fiscalía General, Vázquez designaba a dedo a funcionarios no capacitados a la oficina de control urbano, lo que originó la tragedia del edificio Portal de Blas de Lezo I que dejó 21 muertos y 23 heridos.
La abstención electoral en Cartagena llega al 70%, debilitando los procesos democráticos.

## Turismo
Cartagena de Indias es uno de los destinos turísticos más importantes de Colombia y América Latina. El turismo se convirtió en un factor potencial de la ciudad gracias a sus atractivos naturales y su rica historia, de manifiesto en la variedad de estilos arquitectónicos. En Cartagena se dan cita el barroco español, la arquitectura colonial española y el estilo neoclásico, entre otros. El hecho de ser considerada Patrimonio de la Humanidad por la UNESCO la fortaleció como una potencia turística de la región. La ciudad ha tomado reconocimiento a partir de diferentes visitantes ilustres, como presidentes, actores y diferentes celebridades del mundo. La ciudad posee dentro de sus principales destinos lugares históricos como el Castillo de San Felipe, el Palacio de la Inquisición, la Torre del Reloj, las murallas, las calles coloniales, y también bellezas naturales como las playas de la Boquilla, Bocagrande, Castillo Grande, El Laguito y las cercanas islas del Rosario y de Barú. Debido a su arquitectura, Cartagena ha sido sede de rodajes de diferentes telenovelas y películas. En 1990 Cartagena de Indias recibe el premio del turismo Pomme d'or.
|                                |                       |                               |                     |                        |                          |
| Castillo San Felipe de Barajas | Murallas de Cartagena | Torre del Reloj               | Convento de La Popa | Plaza de la Aduana     | Fuerte de San Sebastián  |
|                                |                       |                               |                     |                        |                          |
| Palacio de la Inquisición      | Bocagrande            | Monumento a la India Catalina | San Pedro Claver    | Fuerte de San Fernando | Arquitectura republicana |

### Gastronomía

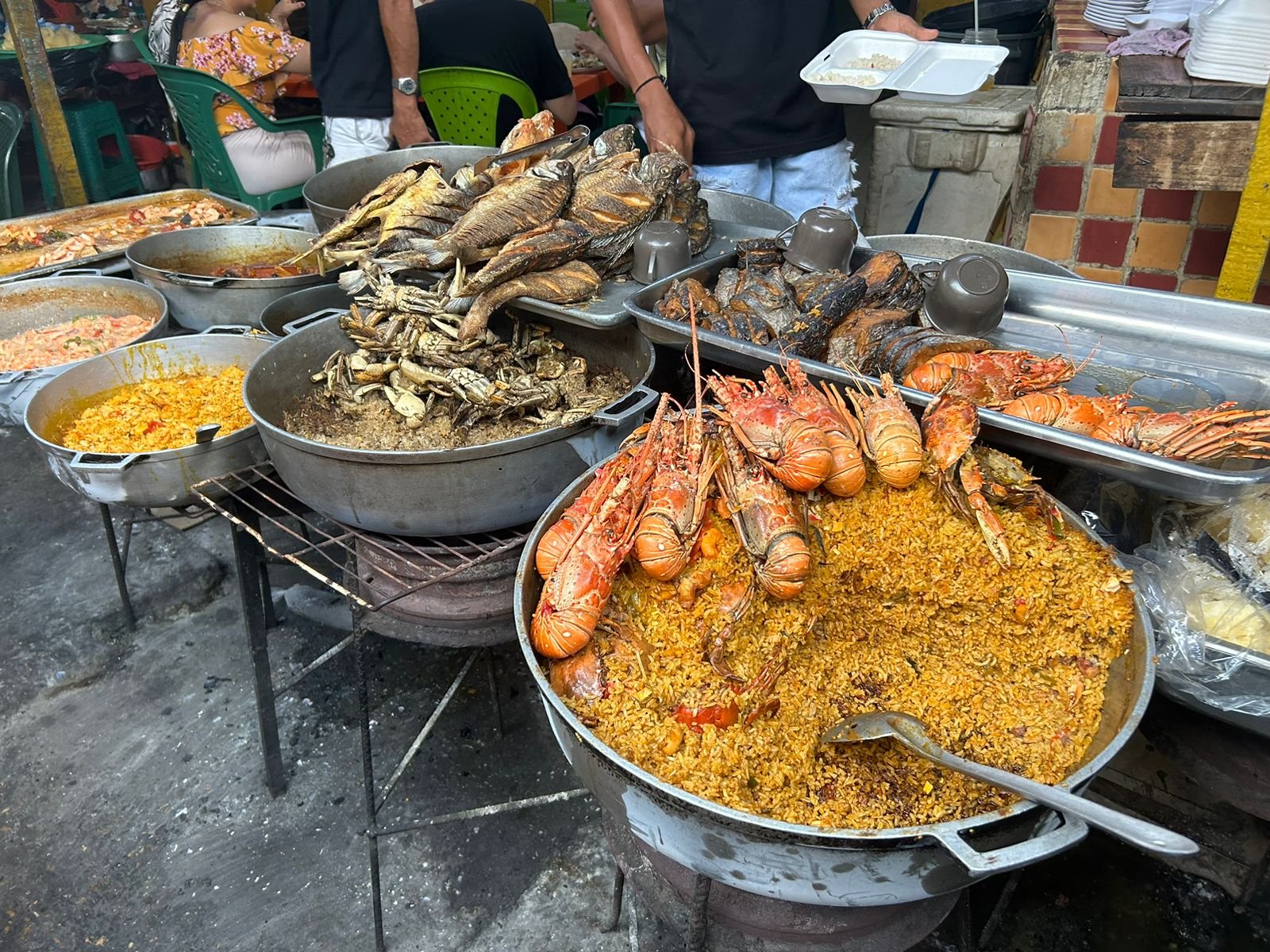
Comida de mar en el Mercado de Bazurto, típica de Cartagena

La gastronomía propia de Cartagena de Indias se basa en las cocinas llegadas de España y de varios sitios de África, además de la existente amerindia, que más tarde se convertieron en la base para la creación de una gastronomía propia. Una de las más populares tradiciones gastronómicas proviene de África, la venta de frutas, por parte de palenqueras.
El recuento más detallado de esta gastronomía se encuentra en los recuentos de Teresita Román de Zurek quien dedicó su vida al rescate de la gastronomía de la ciudad. Su libro, Cartagena de Indias en la Olla, el primer libro de cocina de Colombia publicado en 1963 y un best seller nacional conserva la memoria de la cocina cartagenera.
Típicas de Cartagena son preparaciones como la arepa con huevo, la carimañola, cocteles de mariscos, el buñuelito de fríjol, la Kola Román, entre otras comidas. Así mismo, por ser ciudad turística, posee una cantidad importante de restaurantes de la gastronomía internacional, como la comida italiana, mexicana, mediterránea y china.

### Religión

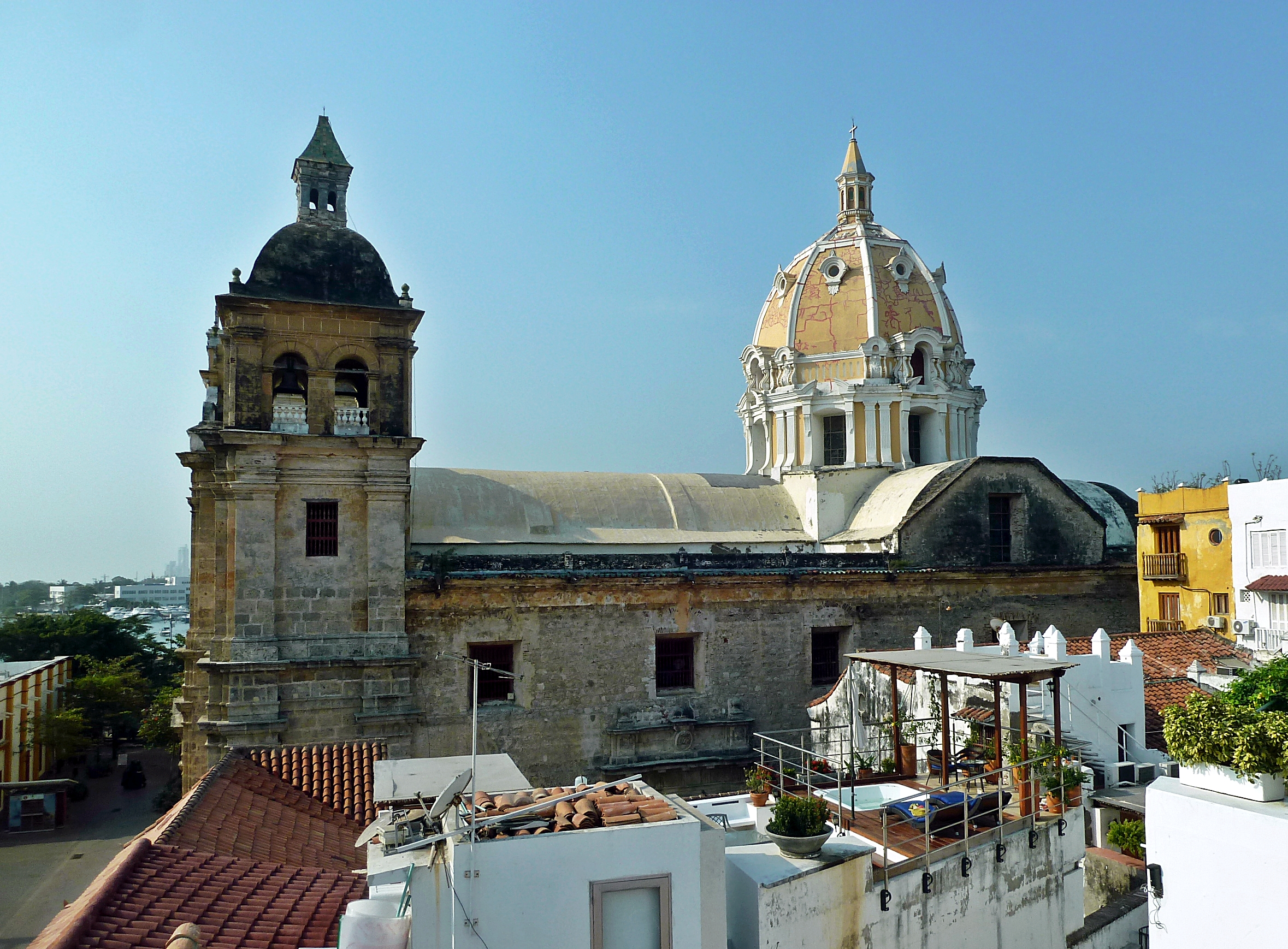
La iglesia de San Pedro Claver es una de las más importantes de la ciudad.

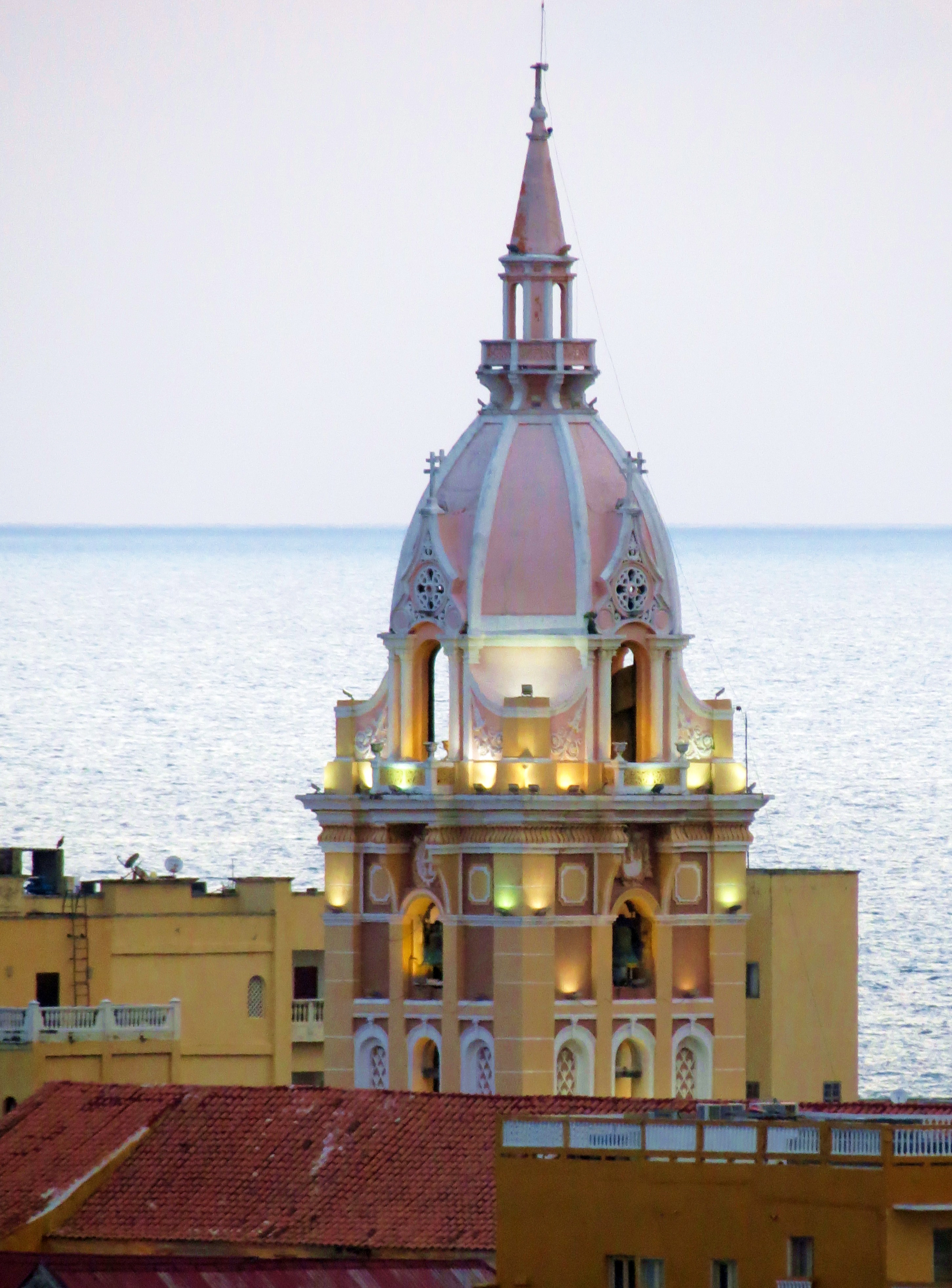
Catedral de Santa Catalina de Alejandría.

Antes de la llegada de los españoles, y a pesar de que se sabe que los indígenas eran politeístas, en materia de religión se tiene muy poca información, ya que no poseían lengua escrita y los cronistas españoles no se adentraron en ella, por lo que en relación con las costumbre religiosas se hace referencia a las de los mayas, ya que por herencia, estos son los predecesores de las tribus indígenas asentadas en lo que es hoy Cartagena de Indias.
Luego de la llegada de los españoles a tierras cartageneras, el catolicismo se convirtió en la religión del lugar. El denominado Santo Oficio de la Inquisición fue creado por el Papa Gregorio IX en el año de 1233, extendiendo su acción a toda la cristiandad Europea. Hacia el año 1480, los Reyes Católicos establecieron la Inquisición en todo el reino para utilizarla como uno de los instrumentos en su estrategia para la unificación religiosa y política de la nación. El tribunal de la Inquisición de Cartagena fue establecido en 1610.
La Inquisición tenía por objeto reprimir la herejía, pues era no solo un pecado, sino un delito que atentaba contra la unidad nacional. El estado se prevenía contra los herejes procesándolos a través de la Inquisición. Entre los métodos utilizados por la Inquisición para inquirir o lograr la verdad estuvo el tormento; la confesión de faltas, obtenida por medio de la tortura era admitida en aquel tiempo. Las penas usualmente impuestas por la Inquisición consistían en multas, confiscación de bienes, destierro, flagelación, remo en galera, vergüenza pública, prisión y muerte en la hoguera. La Inquisición Cartagenera fue suprimida a raíz de la revolución del 11 de noviembre de 1811 y la casa fue saqueada por la turbas. Había durado 201 años.
La religión predominante en Cartagena es el catolicismo. Cuando los españoles llegaron a la ciudad, construyeron diferentes templos que han hecho de la ciudad amurallada un destino religioso a menudo visitado por feligreses de otras naciones. Algunas de las iglesias más reconocidas de la ciudad son la de San Pedro Claver, la de Santo Domingo, la de San Roque, la de la Trinidad, entre otras.

### Festividades
- Enero: El Cartagena Festival Internacional de Música, evento de música clásica que se ha convertido en uno de los festivales más importantes del país. Se realiza en la ciudad amurallada durante 10 días, en los que se llevan a cabo clases, conferencias y se cuenta con la presencia de artistas nacionales e internacionales. Feria Taurina del Caribe (últimamente canceladas, por mantenimiento del escenario). Hay Festival y Summerland, festival de música electrónica más importante del país.
- Febrero: fiestas de Nuestra Señora de la Candelaria, Festival del Frito.
- Marzo: Festival Internacional de Cine de Cartagena, Feria Náutica.
- Abril: Festival del Dulce.
- Junio-Julio: Festival de Verano, Sail Cartagena.
- Noviembre: fiestas del 11 de noviembre o de la Independencia, durante las cuales se celebra el Concurso Nacional de Belleza de Colombia.
- Diciembre: Festival de Jazz bajo la Luna.
- Diciembre: Cartagena Rock.

## Infraestructuras

### Puerto y logística

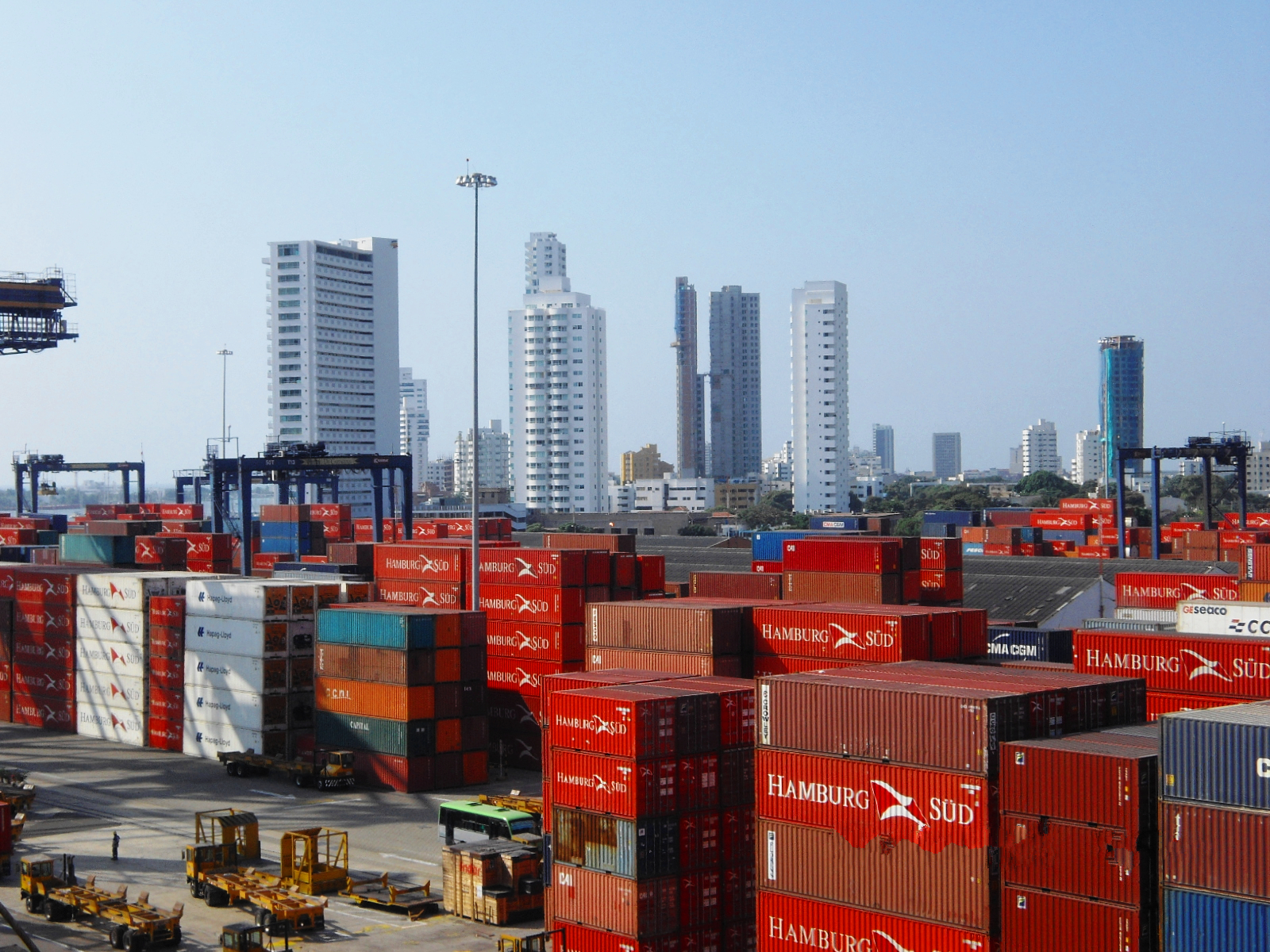
Puerto de Cartagena.

Estando estratégicamente ubicada, Cartagena posee el sistema portuario de mayor movimiento de Colombia donde se encuentran terminales importantes de uso público como la Sociedad Portuaria de Cartagena (CONTECAR), Muelles El Bosque y el puerto de Mamonal. Estos tres principales terminales manejan el 20% de la carga total movilizada mientras que el resto se maneja en más de 50 muelles de las empresas privadas ubicadas a lo largo de la zona industrial de la bahía de Cartagena de Indias. Se ha consolidado como un gran puerto logístico y de transbordo internacional especializado en el comercio de contenedores. El puerto de Mamonal es un terminal marítimo especializado en el manejo de cargas a granel y carbón con los más altos estándares ambientales, para 2012 tiene presupuestado inversiones mayores a USD $ 50 Millones. Cartagena es la ciudad líder en el manejo de contenedores de exportación hacia los Estados Unidos, con una participación del 47%, seguida por los puertos de Buenaventura (24%), Santa Marta (18%) y Barranquilla (11%). La otra actividad a la que se dedica el puerto de Cartagena es al turismo de cruceros donde llegan aproximadamente 150 cruceros anuales y de igual forma la ciudad es puerto de embarque para la línea Royal Caribbean Cruises. En 2018, el movimiento portuario en la bahía de Cartagena fue de 2,862,787 TEU ubicándose en el puesto 4 en la lista de actividad portuaria de América Latina y el Caribe.

## Servicios públicos
Las empresas prestadoras de los servicios públicos son todas particulares.
- Energía eléctrica: Afinia.
- Agua potable y alcantarillado: Aguas de Cartagena.
- Gas domiciliario: Surtigas.
- Aseo y recolección de basuras: Pacaribe y Veolia.

## Transporte

### Terrestre
Los buses comunes son el sistema de transporte más común en las ciudades de Colombia. Consta de unas 35 rutas las Cuales cubren la Periferia las rutas más comunes son  Socorro Mandela - Socorro San Fernando - Socorro Bosque Manga -Campestre Bocagrande -Caracoles Avenida-Cootransurb-Zaragocilla Laguito-Pemape-Bayunca-Pasacaballos. Estos buses son en gran mayoría propiedad de dueños particulares. En general todas las rutas recorren de extremo a extremo la ciudad, utilizando los tres ejes arteriales de la ciudad: avenida Pedro de Heredia, avenida del Bosque-avenida Crisanto Luque y la avenida Pedro Romero.
Actualmente estos buses están siendo chatarrizados para darle paso al Sistema Integrado de Transporte Masivo (SITM) conocido localmente como Transcaribe.

### Transcaribe

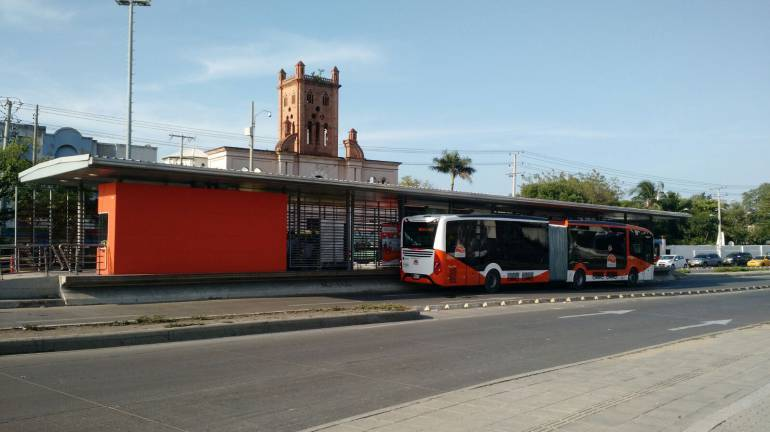
Estación María Auxiliadora del sistema Transcaribe.

Transcaribe es el Sistema Integrado de Transporte Masivo de Cartagena y parte de su área de influencia en los municipios vecinos. Actualmente el sistema se encuentra en operación, con un costo de COP $ 3400, se inauguró el 27 de noviembre de 2015, después de la terminación de la etapa pedagógica para conductores iniciada diez días antes. La etapa pedagógica para la ciudadanía fue inaugurada en su momento por el alcalde Dionisio Vélez y el gerente Carlos Coronado Yances, sin embargo, el sistema se inauguró el 29 de marzo en su fase comercial por el alcalde Manuel Vicente Duque y el presidente Juan Manuel Santos, junto al gerente Humberto Ripoll Durango y la ministra de Transporte Natalia Abello vives. En Cartagena se ha considerado la idea de integrar el sistema a uno de transporte acuático.

### Aéreo

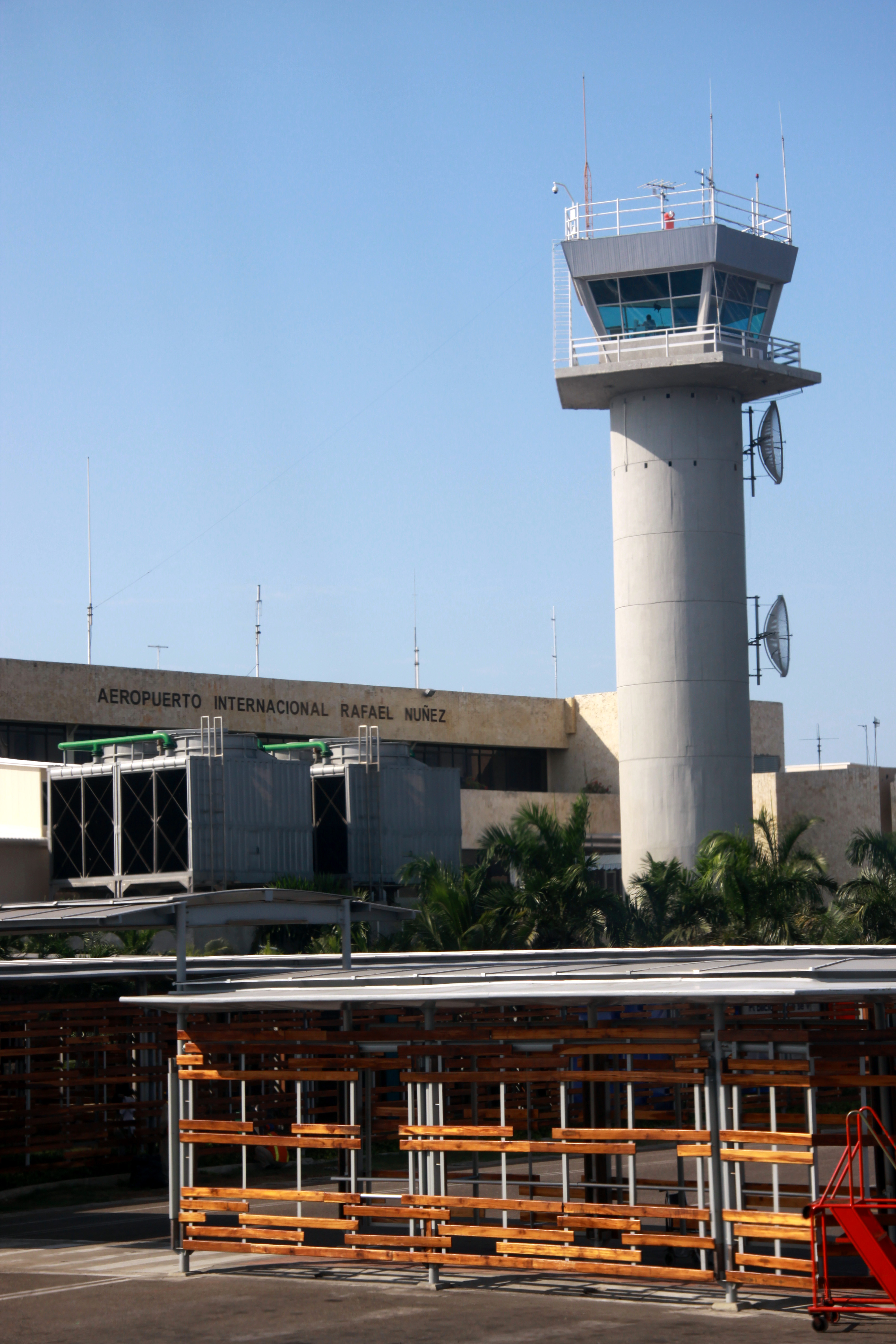
Aeropuerto Internacional Rafael Núñez de Cartagena

Cartagena cuenta con el Aeropuerto Internacional Rafael Núñez, en honor al político cartagenero del mismo nombre. Está situado dentro del perímetro urbano de Cartagena de Indias, lo que permite un fácil acceso desde cualquier sitio de la ciudad. La pista se conecta a la plataforma de parqueo con 3 taxeo de ángulo recto no existe una calle de rodaje paralela, los aviones que van hacia el norte carretean por la pista por 1000 m hasta llegar a la llave de volteo y luego hacen unos 300 m a la posición de despeje, la pista tiene un ancho de 60 m y de longitud de 2600 m lo que la hacen operaciones aérea, gracias a la longitud. El aeropuerto es administrado por la Sociedad Aeroportuaria de la Costa S.A. (SACSA) desde 1996, empresa colombiana que cuenta con la experiencia y tecnología de su socio operador de España AENA. Actualmente el Rafael Nuñez se encuentra en remodelación para poder brindar una mayor comodidad a sus pasajeros. El Rafael Núñez tiene vuelos directos desde y hacia las principales ciudades de Colombia y destinos internacionales como Miami, Fort Lauderdale, Lima, Ámsterdam, Toronto, Atlanta, Quito, Madrid, Caracas y Panamá. Durante la temporada de vacaciones recibe vuelos chárter desde Italia, Canadá, Ecuador y España. La pista tiene 2600 m de longitud en su pista y proporciona capacidad suficiente para que los modernos aviones transatlánticos puedan operar sin problemas. Se facilitan todos los servicios necesarios: empresa de suministro de alimentos, combustible y el handling apropiado.
El Aeropuerto Internacional de Cartagena de Indias tiene capacidad de estacionamiento para once aviones y una política de cielos abiertos para vuelos chárter. Este aeropuerto es uno de los que mayor afluencia de pasajeros recibe en el país, y es el segundo en cantidad de pasajeros extranjeros, lo que lo convierte en uno de los principales aeropuertos de Colombia. El terminal de pasajeros es climatizado y cuenta con servicio médico. En él se encuentran restaurantes, tiendas, cafeterías, salones vip, duty free y otros servicios.

### Centros de convenciones
La ciudad cuenta con un centro internacional de convenciones y adicionalmente dos centros de convenciones de menor envergadura ubicados estratégicamente en reconocidas cadenas de hoteles de la ciudad. Estos sirven para el desarrollo de eventos de negocios, ferias, exposiciones y espectáculos gracias a que cuentan con modernos equipos de audiovisuales y tecnología de punta que facilitan las telecomunicaciones a nivel nacional e internacional. La infraestructura que ofrecen estos centros de eventos junto a los hoteles 5 estrellas de la ciudad hacen de Cartagena sede de importantes congresos, reuniones empresariales, políticas e institucionales. En 2010, Cartagena fue sede del Foro Económico Mundial para América Latina.

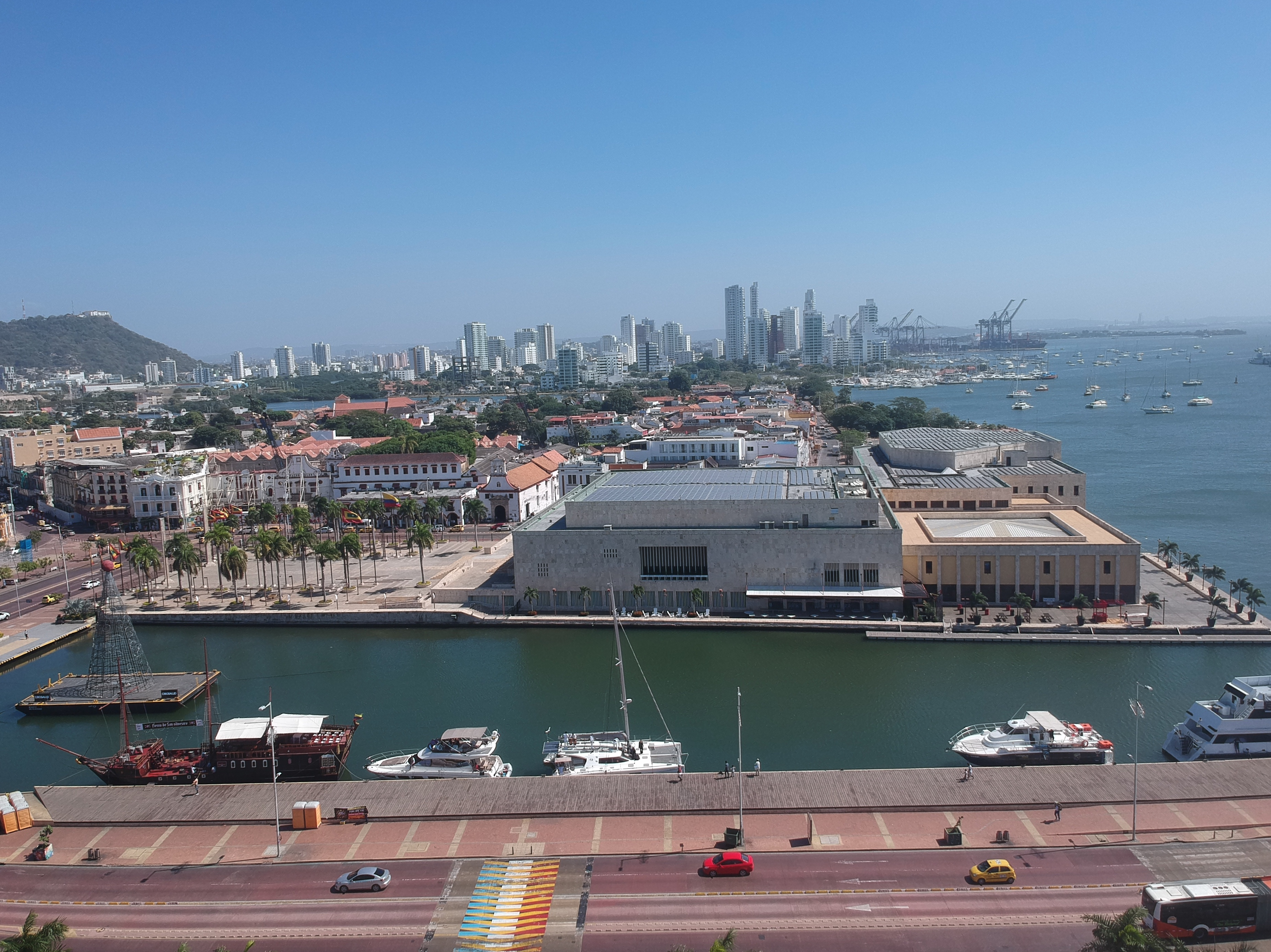
Centro de Convenciones Cartagena de Indias Julio César Turbay Ayala

- Cartagena de Indias: ubicado en el barrio Getsemaní y oficialmente llamado Julio César Turbay Ayala, es el principal centro de eventos de la ciudad con capacidad para 4.000 personas. Dispone de un Gran Salón con capacidad para 2000 personas, en un auditorio, divisible en cuatro salones de menor tamaño. Cada uno de los subsalones posee cuatro cabinas de interpretación simultánea y un balcón de prensa.[71] En este lugar se realizó la VI Cumbre de las Américas.
- Las Américas: Capacidad para 2000 personas en auditorio, 4200 metros cuadrados de espacio flexible, amplios jardines ideales para eventos al aire libre y la última tecnología a su disposición, con todos los recursos necesarios para que su presentación, congreso, exposición o convención, sean todo un éxito.
- Hotel Hilton Cartagena: Hace parte del Hotel Hilton Cartagena, tiene capacidad para 1500 personas, está equipado con lo último en tecnología y soportes para reuniones.
- Hotel Intercontinental Cartagena de Indias: Hace parte del Hotel Intercontinental, tiene capacidad para 2000 personas.

## Medios de comunicación

### Telefonía
En la ciudad están disponibles servicios de telefonía pública fija local, nacional e internacional, prestados por las compañías Claro, ETB, Movistar y Tigo, las cuales ofrecen también servicios de Internet de banda ancha y canales dedicados empresariales.
En materia de telefonía celular, Cartagena tiene a su disposición servicios de última generación como GSM, 4G 5G y PCS, prestados por los operadores Movistar, Claro, Tigo, Virgin Mobile y WOM.

### Televisión
Desde 1986, la costa Caribe colombiana cuenta con el canal regional de televisión Telecaribe. A mediados de 2014 se convirtió en el primer canal regional de Colombia en emitir contenidos en alta definición (HD) a través de la Televisión Digital Terrestre, los tres canales privados nacionales (Canal RCN, Caracol Televisión y Canal 1) y Dos canales públicos (Señal Colombia y Canal Institucional), disponibles tanto en su señal Análoga como por la Televisión Digital Terrestre en el estándar DVB-T2.

### Radio
En Cartagena de indias transmiten diversas emisoras en AM y FM, tanto locales como nacionales, las cuales mantienen informada a la opinión pública y ofrecen una variada programación musical.

### Prensa
En la ciudad circulan periódicos de tirada local y nacional, todos matutinos: El Universal, Qhubo, y los periódicos de distribución nacional El Tiempo, con un tiraje especial para la Región Caribe, y El Espectador.

## Educación

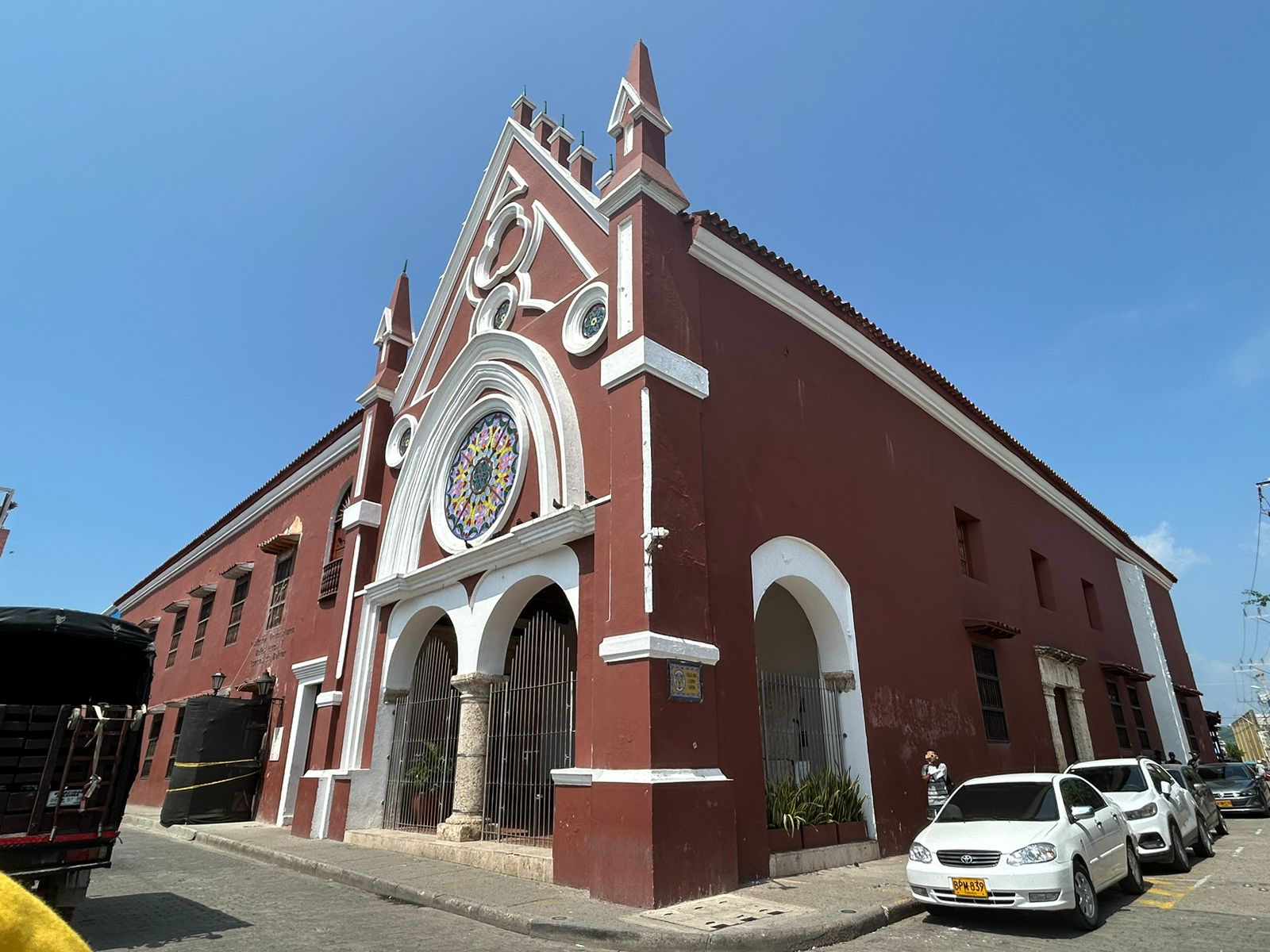
Convento de San Diego, sede de la Institución Universitaria Bellas Artes y Ciencias de Bolívar

## Empleo
El empleo en la ciudad se deriva en su mayoría del sector turístico y de la pesca. Muchos otros nativos optan por el empleo informal.
Según el DANE, para el mes de abril de 2024, la tasa de desocupación del total nacional fue 10,6%, mientras que en abril de 2023 fue 10,7%. Por su parte, la tasa global de participación se ubicó en 64,0% y la tasa de ocupación en 57,2%. En el mismo mes del año anterior, estas tasas fueron 64,6% y 57,7%, respectivamente. Durante mucho tiempo la ciudad ha sufrito una alta tasa de desempleo.

## Cultura

### Bibliotecas
- Biblioteca José Fernández Madrid Universidad de Cartagena: Comenzó en 1821 con el nombre de Universidad del Magdalena y del Istmo. Sirve principalmente a los estudiantes y el profesorado de esta universidad, pero también para el público en general.
- Biblioteca Bartolomé Calvo: fundada en 1843 y se estableció en su lugar actual en 1900, es una de las principales bibliotecas de la Costa Caribe y la mayor de la ciudad ubicada en la calle de la Inquisición en el centro histórico.
- Biblioteca de la Academia de Historia de Cartagena de Indias: inaugurada en 1903, pero muchos de sus libros datan de más de un siglo antes de las donaciones de los miembros y benefactores. Su entrada es más restringida debido al cuidado que requieren los libros antiguos, pero puede ser solicitado en la oficina de la Academia en la plaza de Bolívar.
- Biblioteca de la Universidad Tecnológica de Bolívar: inaugurada en 1985, su fuerte son sus secciones sobre la ingeniería y la electrónica destacándose en este campo académico.
- Biblioteca del Centro de Formación de la Cooperación Española: presta sus servicios desde el año 1993 y alberga material bibliográfico especializado en Literatura Española, Historia de España-América y Arte, entre otras. Es de carácter público abierto a todos los participantes en los Cursos y Seminarios Internacionales que se realizan en el Centro de Formación, visitantes y usuarios.

#### Bibliotecas distritales
La red Distrital de Bibliotecas Públicas son un conjunto de bibliotecas ubicadas en diferentes barrios populares de la ciudad que fomentan la educación y cultura en estos sectores, dirigida por la división de Promoción Cultural del Instituto de Patrimonio y Cultura de Cartagena IPCC.
- Biblioteca Jorge Artel: inaugurada en 1997, sirve a la zona del suroeste de la ciudad, atiende diariamente 200 personas aproximadamente provenientes de las comunas 11, 12, 13, 14 y 15, que significan unos 132 barrios de la zona sur occidental y de toda la ciudad.
- Biblioteca Juan de Dios Amador: ubicada en la Localidad de la Virgen y Turística. Fue construida en 1994, y abarca las comunas 3, 4 y 5 que corresponden aproximadamente 60 barrios de la zona sur oriental de la ciudad y parte de la zona centro.
- Biblioteca Balbino Carreazo: ubicada en la plaza principal de Pasacaballos, centro poblado del distrito de Cartagena al sureste de la ciudad, sirve a la mayoría de los suburbios de Pasacaballos, Ararca, Leticia del Dique y Matunilla.
- Biblioteca Pública de Bayunca: atiende al centro poblado de Bayunca perteneciente al distrito de Cartagena. Tiene programas permanentes de escuela de formación de arte moderno, artes plásticas, literatura y música; además instalan foros, campañas de salud y actividades culturales para beneficio de la comunidad.
- Biblioteca José Vicente Mogollón: ubicada en el centro poblado Manzanillo del Mar a 20 minutos del casco urbano de Cartagena de Indias. Nació por gestión de la comunidad de Manzanillo y cuenta con la colaboración de la fundación Proboquilla y la Fundación Cristiana para niños y ancianos entre otras.
- Biblioteca Pública de Fredonia: nace como una iniciativa comunitaria en un sector muy vulnerable de la ciudad, en ella se realizan reuniones y actividades culturales y comunitarias para el mejoramiento de la calidad de vida de la población de este sector.
- Biblioteca Pública Caimán y Centro Cultural Estefanía Caicedo: ubicada en el barrio La Puntilla, ganadora en 1992 del premio nacional fundalectura a la mejor biblioteca pública del País, nace por la gestión de la comunidad atendiendo diariamente a más de 250 personas.

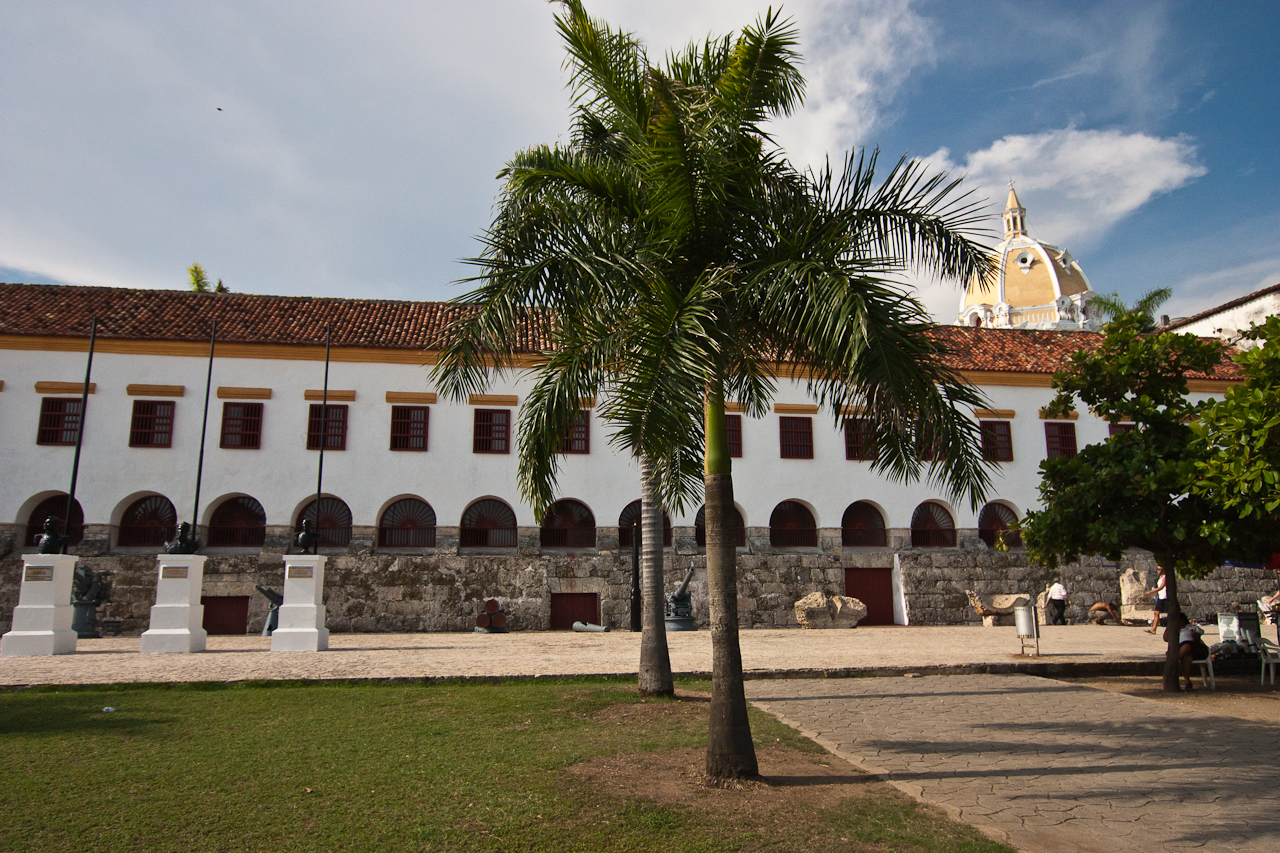
Museo Naval del Caribe

### Museos y centros culturales

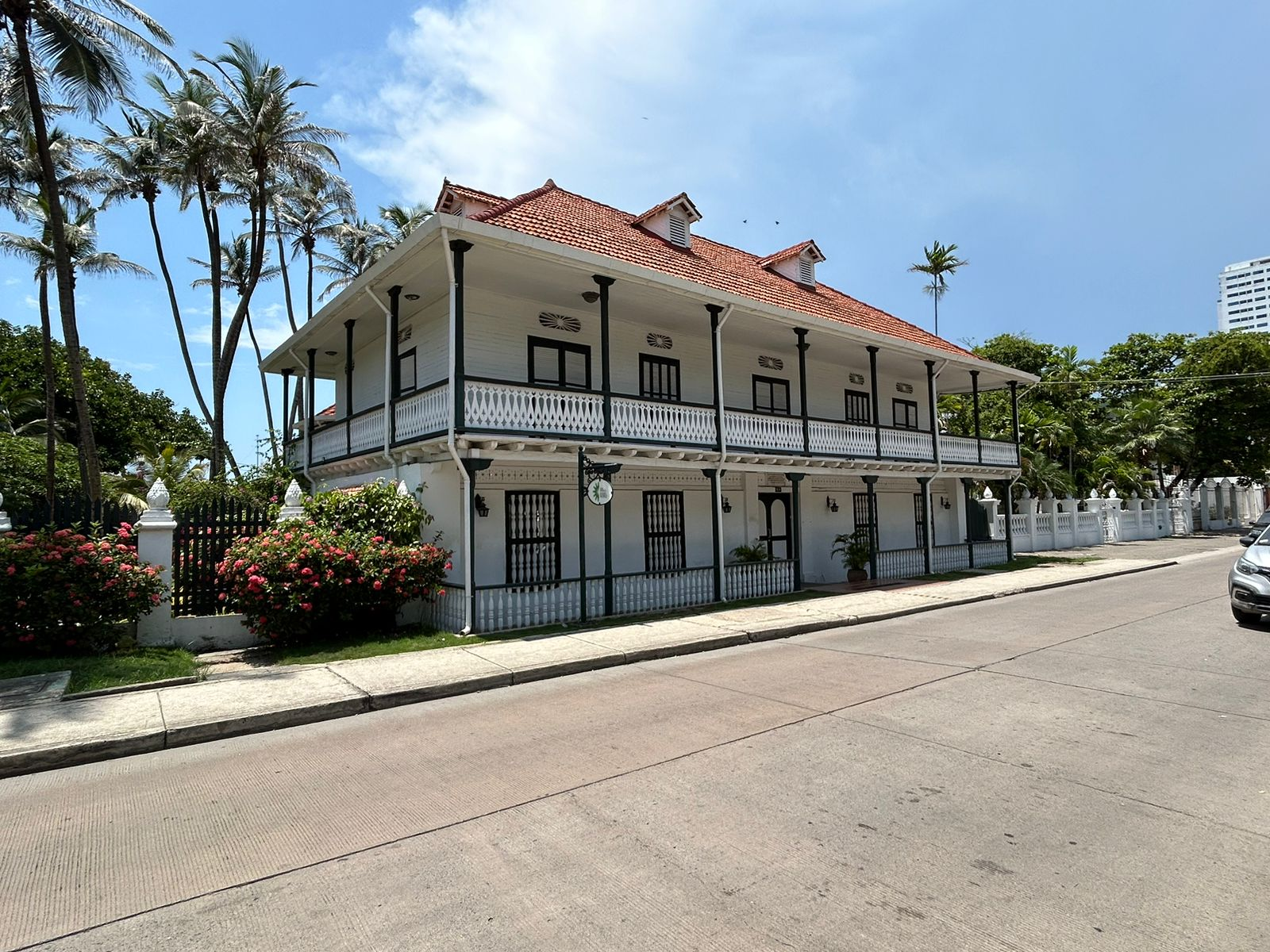
Casa Museo Rafael Núñez

Entre los museos y centros culturales más importantes están:
- Museo del Oro Zenú.[74]
- Casa Museo Rafael Núñez.
- Museo Naval del Caribe.
- Museo San Pedro Claver.
- Casa Museo de Bolívar.
- Casa Cultural Colombo Alemana.
- Casa España.
- Palacio de la Inquisición.
- Escuela de Bellas Artes de Cartagena.
- Museo de Arte Moderno de Cartagena

Otros
Centro cultural de cooperación española Cartagena, Centro Colombo Americano, Casa del marqués Valdehoyos, Alianza Colombo Francesa de Cartagena, Sede Festival Internacional de Cine, Sala Cultural Domingo López Escauriaza».

#### Teatros
Teatro Adolfo Mejía. Es el principal recinto teatral de la ciudad. Fue construido en 1911 para conmemorar el centenario de la independencia de Cartagena. Su arquitectura estuvo a cargo de Felipe Jaspe, quien se inspiró en el Teatro Tacón de La Habana, construido en forma de herradura con palcos y balcones divididos. El techo y telón fueron obras del artista cartagenero Enrique Grau. En él se realizan eventos como el Cartagena Festival Internacional de Música y el encuentro literario Hay Festival.
Sala de Teatro El Teatrino Cartagena. Concertada con el Ministerio de las Culturas y los Saberes, es un espacio descentralizado, ubicado en el barrio Los Almendros,  en el que se desarrolla una cartelera escénica permanente para  público familiar, infantil, jóvenes y adultos,es la casa de la IMPRO en Cartagena, programación en comunidades, con el Teatrino Movil,Talleres de formación. una sala que exhibe una pequeña colección de títeres del mundo y nacional, con una infraestructura dotada para la representación artística y para la comodidad del público visitante.
Sala de Teatro Recula del Ovejo. Concertada con el Ministerio de Cultura y la Sociedad de Mejoras Públicas de Cartagena, en este recinto se realiza la Temporada de Teatro de Cartagena organizado por los mismos teatristas de la ciudad en un esfuerzo en el que se desarrollan varias modalidades como programación para adultos, teatro infantil, programación en comunidades, instalaciones escénicas, exposición de afiches, carteles y caricaturas y reunión de delegados de teatro de la Costa, con miras al V Congreso Nacional de Teatro.

### Arquitectura y urbanismo

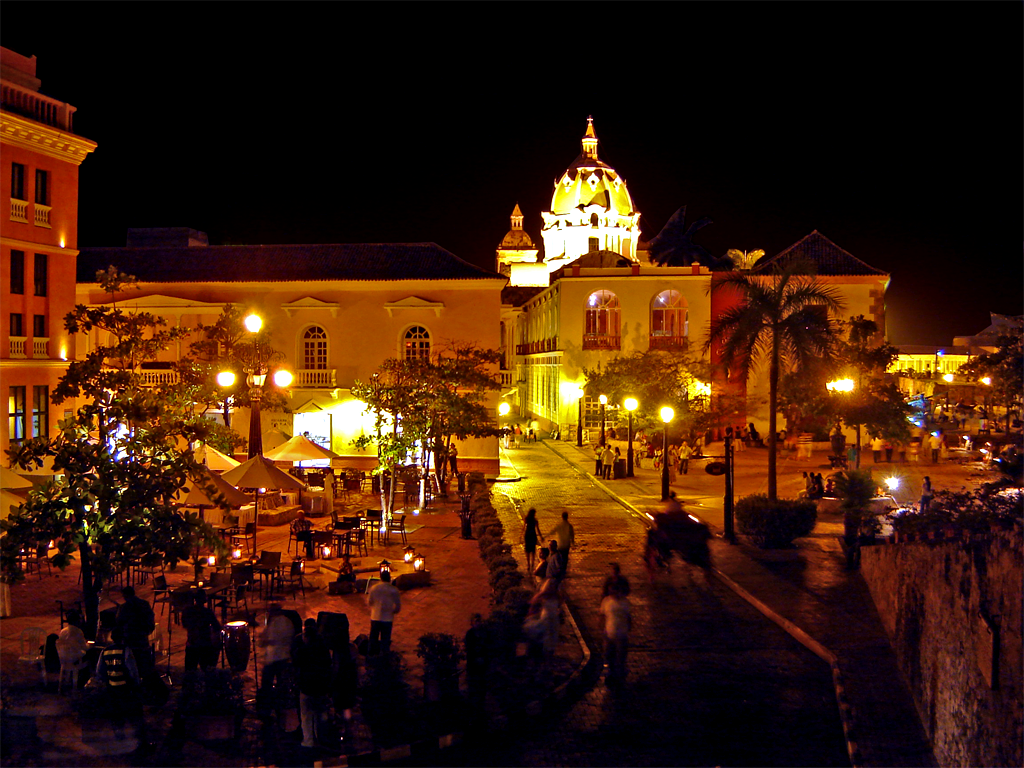
Casco histórico

La herencia arquitectónica española se refleja en Cartagena como una de las ciudades más hermosas del Nuevo Mundo. La ciudad antigua se encuentra rodeada de baluartes, estructuras similares a las murallas pero sin su altura, de forma poligonal, las cuales fueron construidas para que en caso de una invasión o saqueo extranjero la ciudad pudiera defenderse y resguardar sus riquezas. Lo que hoy en día se conoce como ciudad amurallada empezó su construcción antes del año 1600 aproximadamente y culminó en 1796 a cargo del ingeniero Antonio de Arévalo.
La ciudad vieja está rodeada de sectores como la tradicional isla de Manga, los barrios Castillogrande, Laguito, Bocagrande, Pie de la Popa, Crespo, Los Nuevos Jardines, El Pozón, Los Caracoles, Las Américas, Los Corales, España entre otros donde vive la mayoría de la población, o Nelson Mandela, donde viven gran parte de los desplazados de la región del norte del departamento de Bolívar.

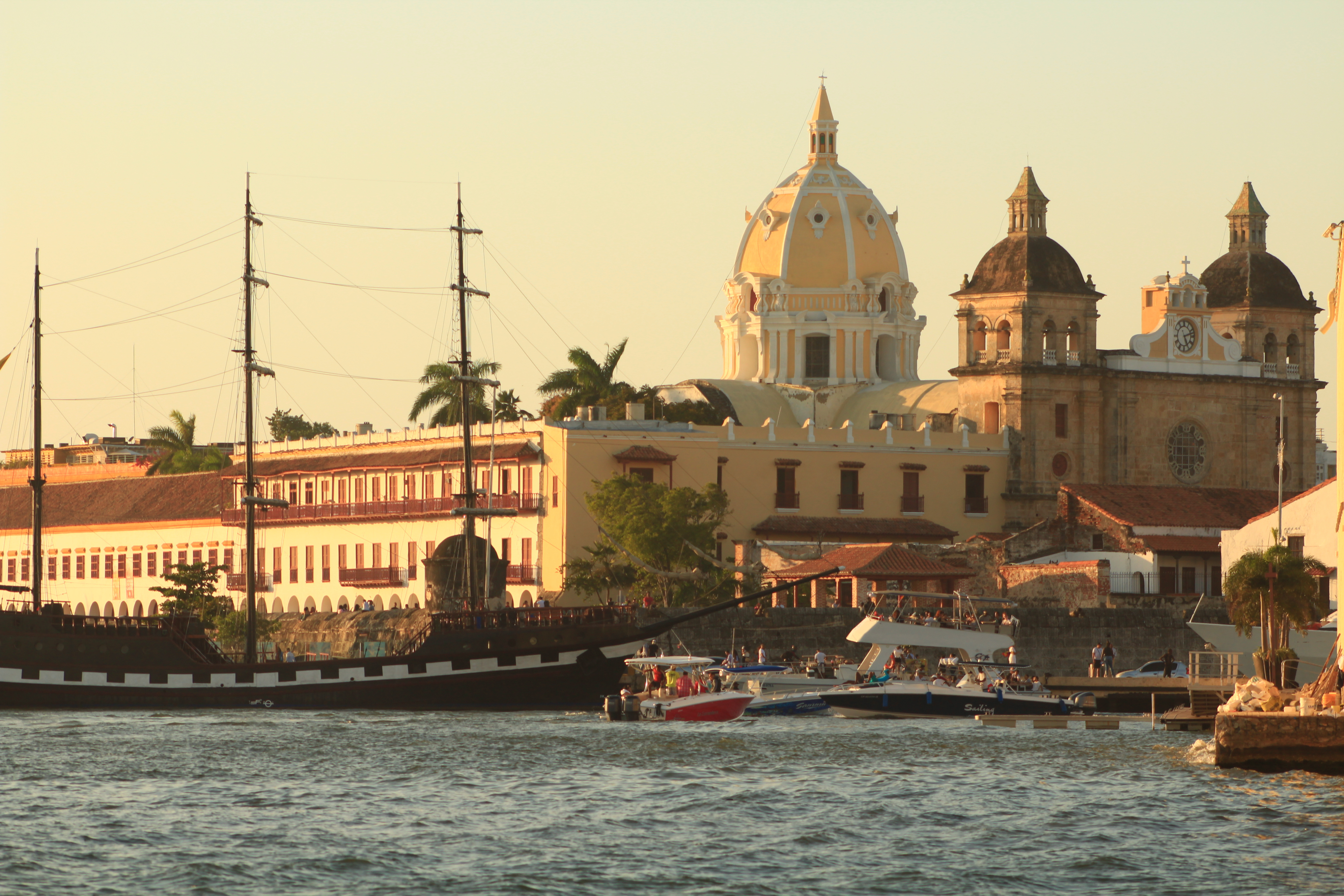
Iglesia San Pedro Claver desde la bahía.

- Iglesia San Pedro Claver desde la bahía.Barrio Manga: las casonas antiguas del barrio en la isla de Manga en Cartagena son en su mayoría patrimonio nacional por su gran valor histórico y arquitectónico. Sin embargo, estas casas se ven amenazadas diariamente por la construcción de modernos edificios de apartamentos y el abandono al que son sometidas por parte de sus propietarios y el Estado. La construcción de estas casas llegó a su apogeo en la primera década del siglo XX, como una respuesta de las clases altas al hacinamiento que se vivía por aquella época en el centro histórico de la ciudad. Entre las más reconocidas, está la Casa Román, hogar de Teresita Román de Zurek, de estilo mudéjar, declarada patrimonio histórico de la ciudad y Bien de Interés Cultural de Colombia.
- Bocagrande, Castillogrande y El Laguito: es el área moderna de la ciudad, donde se desarrollan proyectos de edificios residenciales y hoteles. Debido a su situación privilegiada, que cuenta tanto con vista a la bahía de Cartagena de Indias (o de las ánimas) como al mar Caribe, este sector se ha convertido en el área turística por excelencia. La avenida San Martín es la principal arteria vial del sector y en sus alrededores cuenta con numerosos restaurantes, discotecas, casinos y hoteles.
- Pie de la Popa: es uno de los primeros barrios de Cartagena, posee importantes casas coloniales, además de tener mucha riqueza en historia. Las grandes mansiones construidas a principios del siglo XX, pertenecieron y fueron habitadas por familias de la rancia aristocracia cartagenera. Sus calles, más conocidas como callejones, tienen en sus nombres los apellidos más representantes de las familias que allí habitaron: callejón Trucco primero, callejón Trucco segundo, callejón Lequerica, callejón Franco, callejón Méndez, callejón Vicentico.Centro histórico de Cartagena

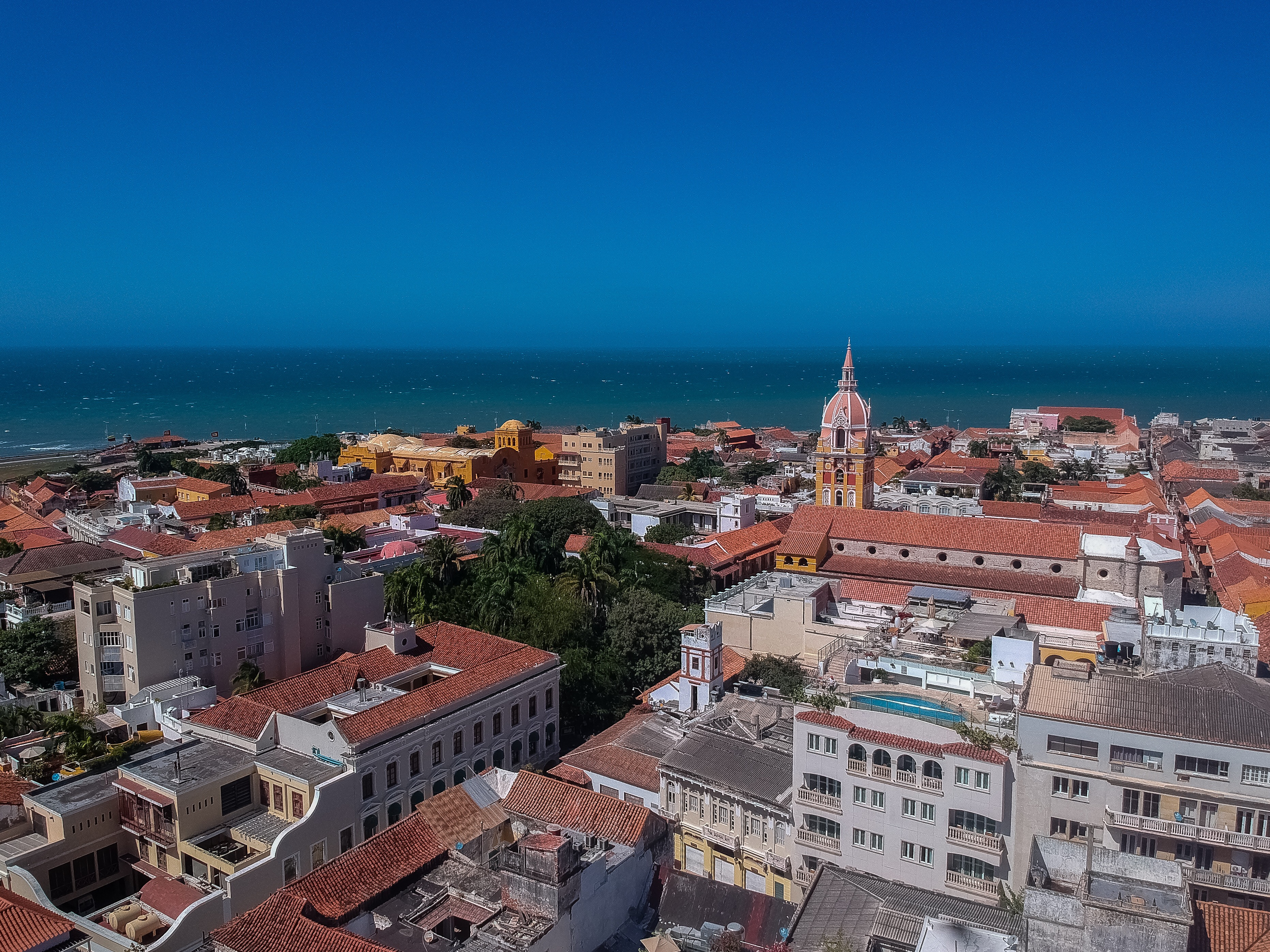
Centro histórico de Cartagena

- Getsemaní: es uno de los barrios más representativos de la ciudad, dado que allí se dio el grito de independencia en 1811. Era el área donde habitaban los esclavos en la época colonial. En este barrio se sitúa el Centro de Convenciones Cartagena de Indias Julio César Turbay Ayala, la iglesia de la Tercera Orden, el parque del Centenario y el camellón de los Mártires.
- La Matuna: es el área financiera de la ciudad, incluye industrias como el turismo, comercio internacional, educación y transporte entre otras. La Matuna se desarrolló precisamente en uno de los sitios donde fue cortada parte de la muralla y posteriormente rediseñada y adecuada como centro de negocios.
- La Boquilla, Marbella, Crespo y Zona Norte: en esta área se encuentran el aeropuerto internacional Rafael Núñez y numerosos kilómetros de playas. Es el sector con mayor crecimiento y proyección turística de la ciudad.

### Música

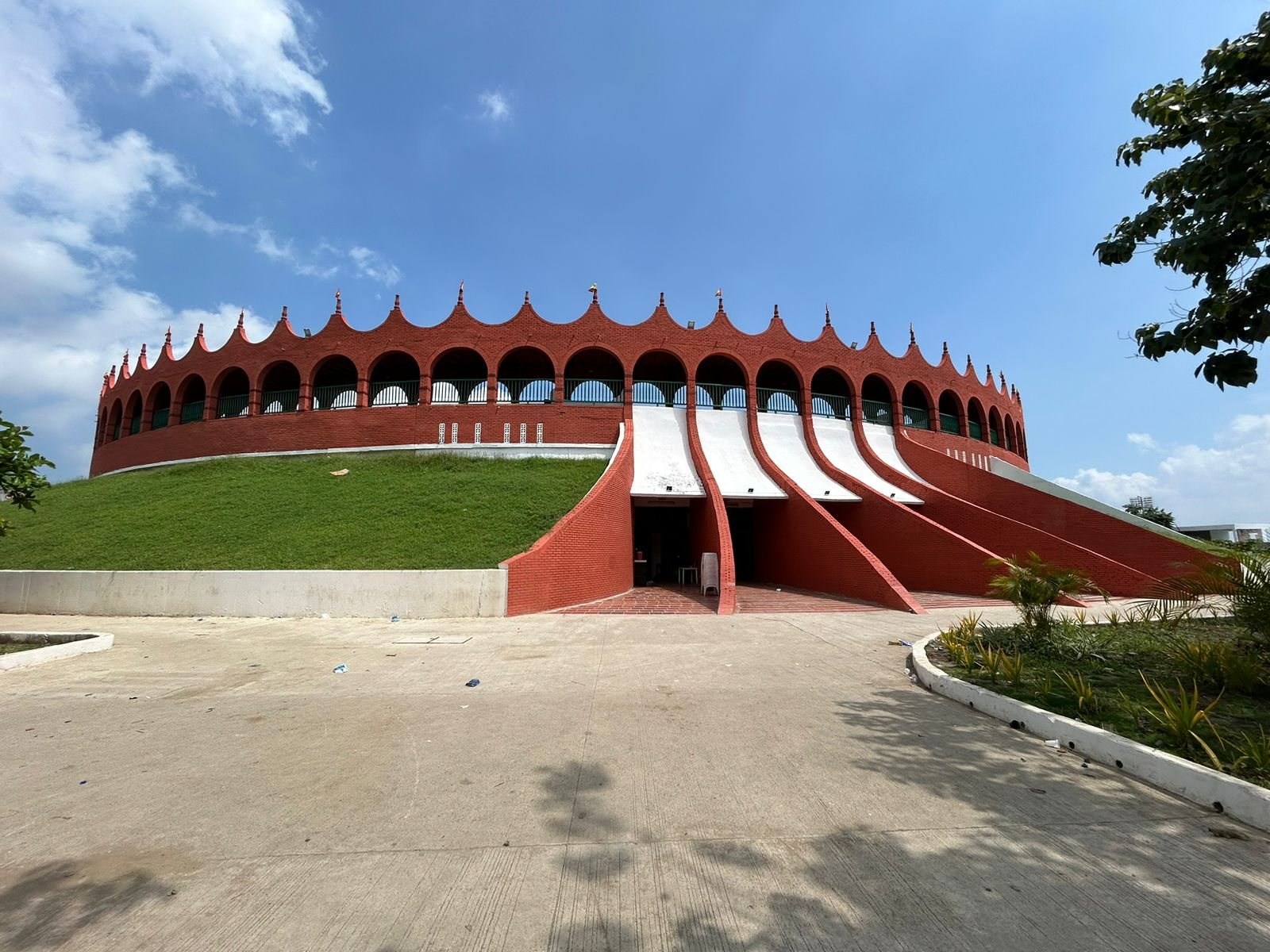
Antigua plaza de Toros Cartagena de Indias, donde actualmente se realizan eventos como conciertos musicales.

Desde mucho antes de la generalización de la champeta, Cartagena se ha distinguido por ser cuna de músicos y fuente de diversas expresiones musicales. Es considerada por algunos la principal cultura musical original de Cartagena en la actualidad; nombrada así desde hace más de veinte años, que luego se traduciría a un tipo de baile y por último a un género musical. La champeta está inspirada en la música africana, tiene su origen en Cartagena de Indias y San Basilio de Palenque.
El mapalé, la cumbia y el son, entre otros, son aires que han hallado un ambiente propicio para su desarrollo en la ciudad.
Entre los músicos cartageneros más importantes de música costeña cabe destacar a Sofronín Martínez, Rufo Garrido, Joe Arroyo y Juan Carlos Coronel. Actualmente la ciudad está representada a nivel internacional por la Kalamary Big Band. Recientemente ha surgido una nueva ola de talentos representativos en la ciudad, como lo son Mr. Black, Zaider, Kevin Flórez y algunos Dj como Jader Tremendo y Dj Dever.
Al ser una ciudad costera y caribeña con raíces africanas e interraciales, últimamente se han vuelto a traer esas raíces, incluyendo sonidos derivados de la música africana, tales como el Afrodancehall (Género urbano que mezcla sonidos africanos con sonidos del género dancehall de Jamaica).
Desde el año 2007 se realiza el Cartagena Festival Internacional de Música, el cual es un evento que busca fortalecer el desarrollo musical de Colombia con exponentes de música clásica; este festival es organizado por la Fundación Salvi que se ha encargado de traer grandes músicos del mundo y usan como escenarios las plazas y calles de la ciudad amurallada.
Cartagena tiene temporadas de zarzuela, orquestas filarmónicas, grupos folclóricos, big bands y toda clase de grupos.

### Concurso Nacional de Belleza
El Concurso Nacional de Belleza se celebra en Cartagena de Indias desde 1934; la ganadora recibe el título de Señorita Colombia y es la representante de Colombia en Miss International.

## Deporte

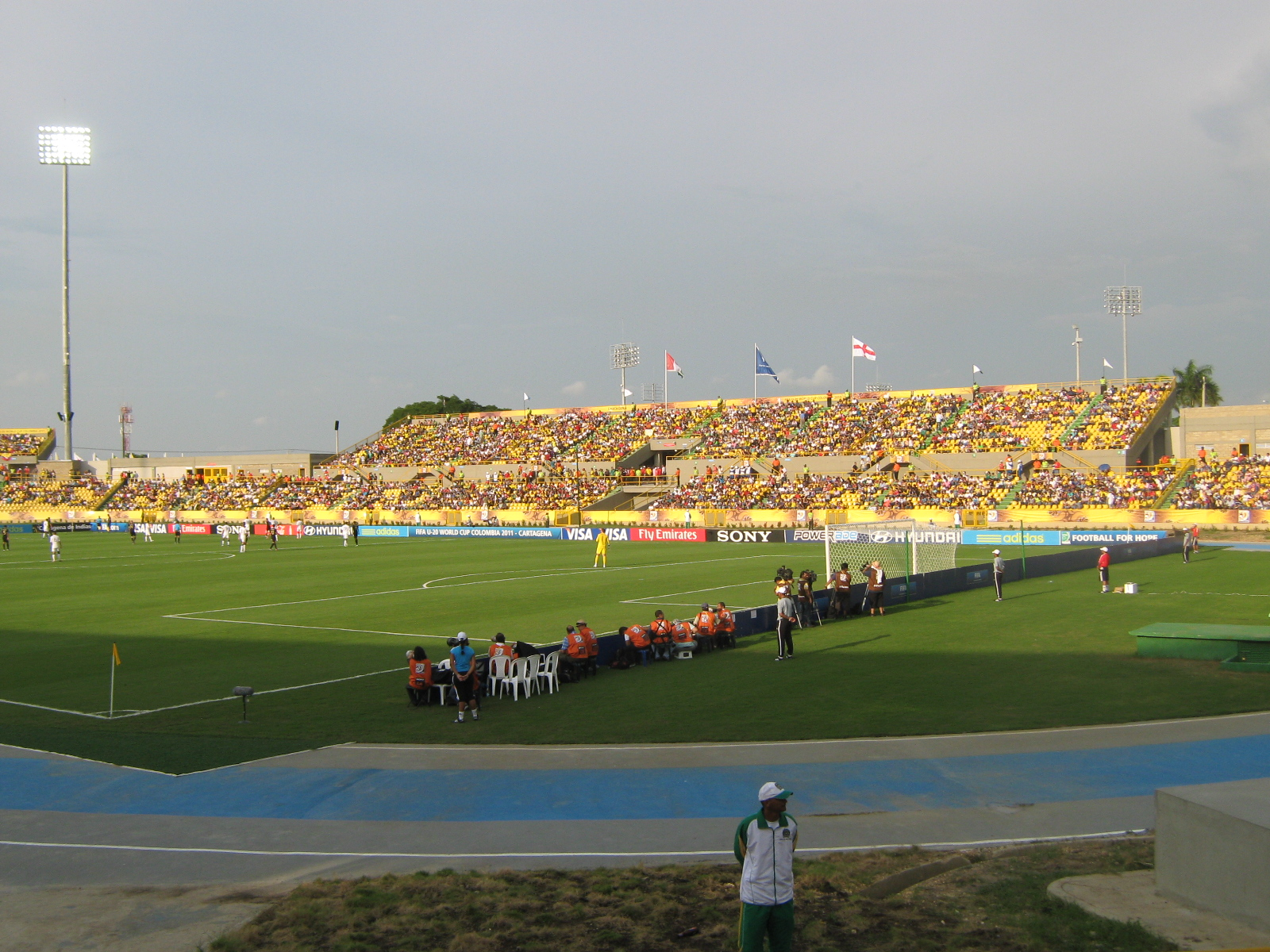
Estadio Olímpico Jaime Morón. Partido entre Inglaterra y México, Mundial de Fútbol Sub-20.

Cartagena cuenta con numerosos equipos en el deporte profesional colombiano, destacándose los Indios de Cartagena, que actúa en la Liga Colombiana de Béisbol Profesional; el Real Cartagena, equipo que milita en la segunda categoría del Fútbol Profesional Colombiano; y los Cangrejeros de Cartagena, equipo de baloncesto que compite en el Baloncesto Profesional Colombiano.
La ciudad tiene dos representantes en el microfutbol profesional: los Heroicos de Cartagena, antes conocidos como Rinocerontes FSC, quienes juegan el torneo masculino y el equipo Mulatas Caribeñas quienes juegan el torneo femenino. El Club Deportivo Rodríguez Torices es un equipo profesional de fútbol sala que juega la Liga Argos.
Entre los equipos históricos de Cartagena se encuentran Águila, Tigres y Torices de béisbol profesional.
| Equipo                                                 | Liga                                       | Deporte         | Sede                         | Fundado | Campeonatos                          |
| ------------------------------------------------------ | ------------------------------------------ | --------------- | ---------------------------- | ------- | ------------------------------------ |
| Tigres de Cartagena                                    | LCBP                                       | Béisbol         | Estadio Once de Noviembre    | 1996    | 7                                    |
| Real Cartagena                                         | Primera B del FPC                          | Fútbol          | Estadio Olímpico Jaime Morón | 1971    | 0 en la Primera A, 3 en la Primera B |
| Corsarios de Cartagena                                 | Liga Profesional de Baloncesto de Colombia | Baloncesto      | Coliseo Bernardo Caraballo   | 2021    | 0                                    |
| Heroicos de Cartagena (anteriormente Rinocerontes FSC) | Copa Profesional de Microfutbol            | Fútbol de Salón | Coliseo Northon Madrid       | 2009    | 0                                    |
| Bolívar Si Avanza FSC                                  | Copa Profesional de Microfutbol            | Fútbol de Salón | Coliseo Northon Madrid       | 2016    | 0                                    |
| Mulatas Caribeñas                                      | Copa Profesional de Microfutbol            | Fútbol de Salón | Coliseo Northon Madrid       | 2010    | 0                                    |
| Deportivo Cartagena FSC                                | Liga Colombiana de fútbol sala             | Fútbol sala     | Coliseo Northon Madrid       | 2014    | 0                                    |

Muy importantes son los deportes náuticos como el windsurf y el kitesurf. El patinaje ha sido muy importante en la ciudad, ha sido cuna de figuras como Cecilia Baena, Yersi Puello y Kelly Martínez. Otros deportes que se practican son el tiro con arco o arquería, esgrima y los deportes de combate como judo, taekwondo y karate.
Infraestructura

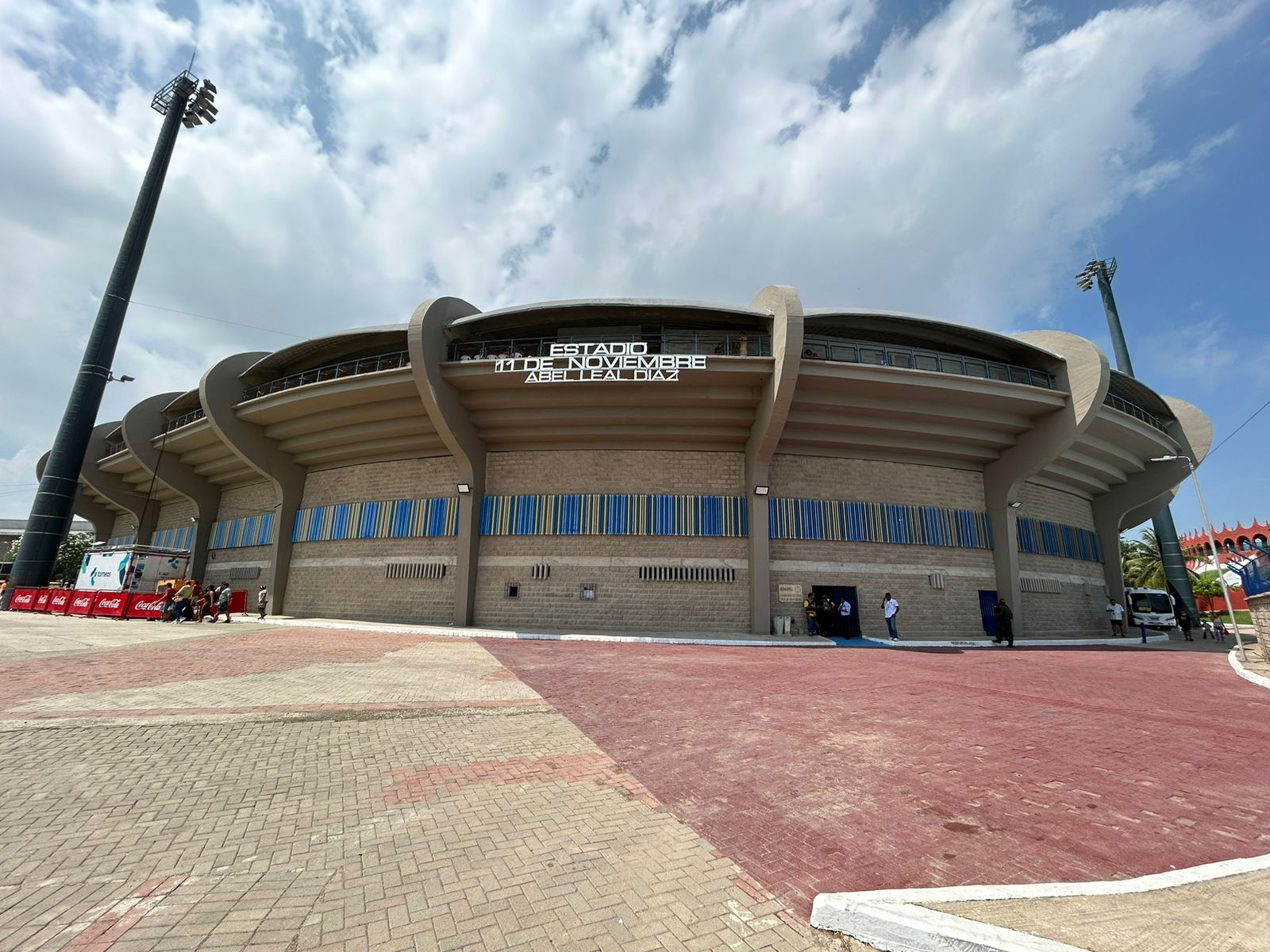
Estadio de béisbol Once de Noviembre

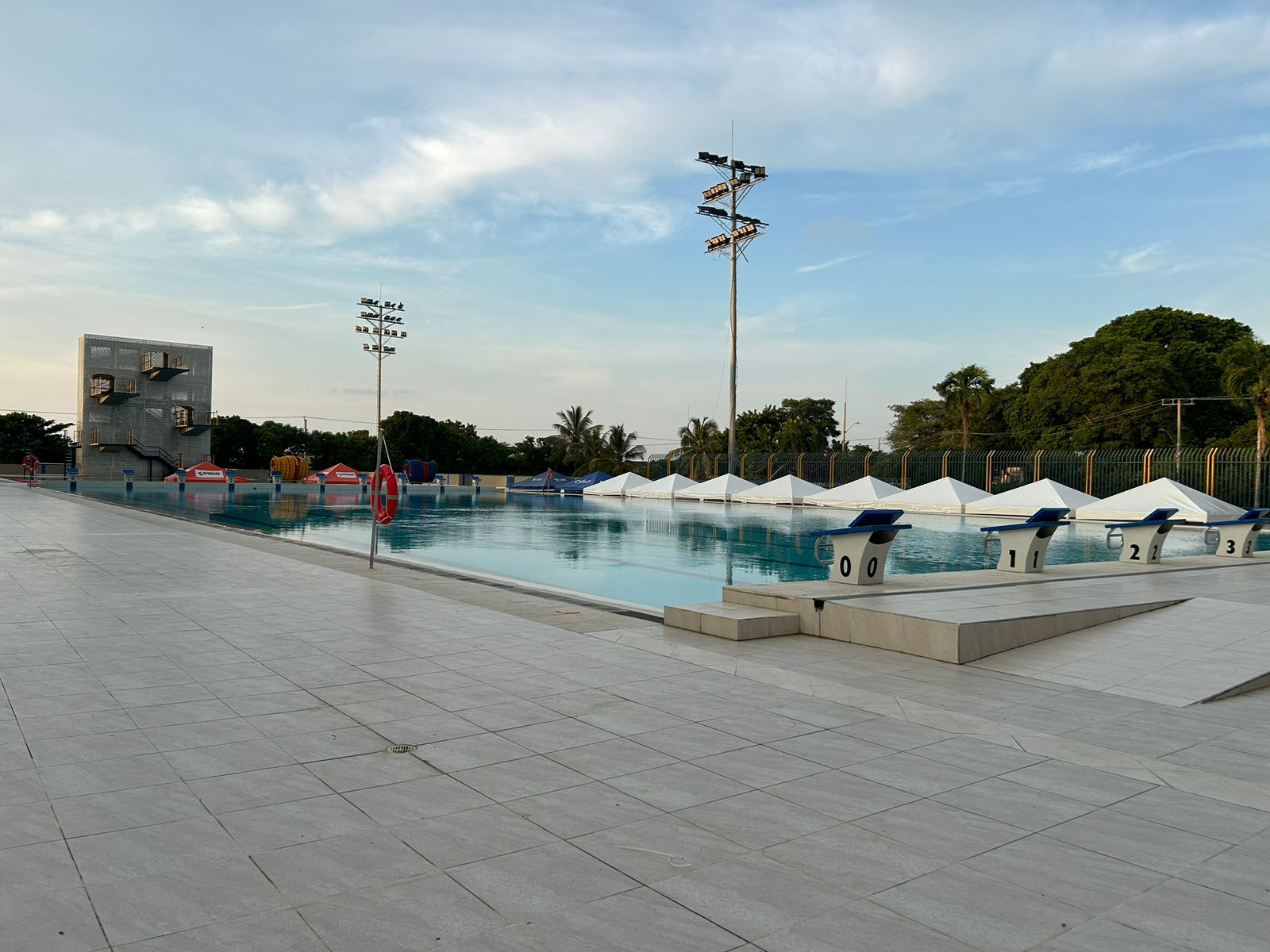
Complejo acuático

La ciudad cuenta con escenarios deportivos legados de la realización de los XX Juegos Centroamericanos y del Caribe entre el 15 y el 30 de julio de 2006. También fue sede de la Copa Mundial de Fútbol Sub-20 de la FIFA en 2011, cuando albergó partidos de fase de grupos, y uno en cuartos de final. Los escenarios deportivos más importantes son:
- Estadio Jaime Morón León.
- Estadio Once de Noviembre.
- Coliseo Bernardo Caraballo.
- Coliseo Northon Madrid
- Estadio Atlético UDC-C.
- Gimnasio Chico de Hierro.
- Coliseo de Deportes de Combate y Gimnasia.
- Unidad Deportiva del barrio El Campestre.
- Complejo Acuático UD Fidel Mendoza Carrasquilla.
- Estadio Argemiro Bermúdez Villadiego.
- Coliseo de Voleibol Northon Madrid Picot.
- Campo de Paradas Base Naval.
- Complejo de Raquetas.
- Coliseo Cubierto Base Naval.
- Coliseo Multifuncional - Unidad Deportiva Rocky Valdez
- Complejo Acuático Jaime González Jhons

## Estructura organizacional distrital
| Cartagena de Indias | Cartagena de Indias | Cartagena de Indias        |
| Departamento        | Código DANE         | Categoría municipal (2022) |
| ------------------- | ------------------- | -------------------------- |
| Bolívar             | 13001               | Especial                   |

- Personería: Es un centro del Ministerio Público de Colombia que ejerce, vigila y hace control sobre la gestión de las alcaldías y entes descentralizados; velan por la promoción y protección de los derechos humanos; vigilan el debido proceso, la conservación del medio ambiente, el patrimonio público y la prestación eficiente de los servicios públicos, garantizando a la ciudadanía la defensa de sus derechos e intereses.

El actual Personero municipal es Eliana Simancas Tinoco (2024-2027).
- Concejo Distrital: Es la suprema autoridad política del distrito. En materia administrativa sus atribuciones son de carácter normativo. También le corresponde vigilar y hacer control político a la administración distrital. Se regulan por los reglamentos internos de la corporación en el marco de la Constitución Política Colombiana (artículo 313) y las leyes, en especial la Ley 136 de 1994 y la Ley 1551 de 2012.

Constituido por 19 concejales por un periodo de 4 años.
- Alcaldía Mayor: En esta se encuentra la administración municipal y las entidades descentralizadas del distrito.

El alcalde se pronuncia mediante decretos y se desempeña como representante legal, judicial y extrajudicial del municipio. El actual alcalde mayor es Dumek Turbay Paz (2024-2027), elegido por voto popular.
- 'JAL'. Cada una de las subdivisiones que tiene Cartagena de Indias, llamadas Localidades, tiene un alcalde local nombrado por el alcalde mayor, por terna enviada por la Junta Administradora Local, y bajo la supervisión de este, quienes se encargan de coordinar la acción administrativa del gobierno distrital en cada localidad.

## Eventos Internacionales realizados en Cartagena de Indias
Cartagena de Indias es reconocida a nivel internacional por su idoneidad en la realización de eventos. Es por eso, que la ciudad ha sido sede de importantes eventos como:
| Predecesor: XXII Asamblea General del BID 1981 Madrid                                   | XXIII Asamblea General del BID 1982 Cartagena de Indias 1982                               | Sucesor: XXIV Asamblea General del BID 1983 Ciudad de Panamá                              |
| Predecesor: Sede de las Sesiones del Comité del Patrimonio de la Humanidad Santa Fe     | Sede de las Sesiones del Comité del Patrimonio de la Humanidad Cartagena de Indias 1993    | Sucesor: Sede de las Sesiones del Comité del Patrimonio de la Humanidad Phuket            |
| Predecesor: III Cumbre Iberoamericana de jefes de Estado y de Gobierno Salvador         | IV Cumbre Iberoamericana de jefes de Estado y de Gobierno Cartagena de Indias 1994         | Sucesor: V Cumbre Iberoamericana de jefes de Estado y de Gobierno San Carlos de Bariloche |
| Predecesor: X Cumbre de jefes de Estado de Países No Alineados Yakarta                  | XI Cumbre de jefes de Estado de Países No Alineados Cartagena de Indias 1995               | Sucesor: XII Cumbre de jefes de Estado de Países No Alineados Durban                      |
| Predecesor: XXXIX Asamblea General del BID 1997 Barcelona                               | XL Asamblea General del BID 1998 Cartagena de Indias 1998                                  | Sucesor: XLI Asamblea General del BID 1999 París                                          |
| Predecesor: XIX Juegos Centroamericanos y del Caribe San Salvador                       | XX Juegos Centroamericanos y del Caribe Cartagena de Indias 2006                           | Sucesor: XXI Juegos Centroamericanos y del Caribe Mayagüez                                |
| Predecesor: III Congreso Internacional de la Lengua Española Rosario 2004               | IV Congreso Internacional de la Lengua Española Cartagena de Indias 2007                   | Sucesor: V Congreso Internacional de la Lengua Española Valparaíso 2010                   |
| Predecesor: XVI Asamblea General de la Organización Mundial de Turismo (OMT) Dakar 2005 | XVII Asamblea General de la Organización Mundial de Turismo (OMT) Cartagena de Indias 2007 | Sucesor: XVIII Asamblea General de la Organización Mundial de Turismo (OMT) Astaná 2010   |
| Predecesor: Foro Económico Mundial 2009 Río de Janeiro                                  | Foro Económico Mundial 2010 Cartagena de Indias 2010                                       | Sucesor: Foro Económico Mundial 2011 Davos                                                |
| Para diez filas o más, usa la nueva versión de la plantilla:sucesión.                   |                                                                                            |                                                                                           |

| Predecesor: V Cumbre de las Américas Puerto España 2009                          | VI Cumbre de las Américas Cartagena de Indias 2012                                  | Sucesor: VII Cumbre de las Américas Ciudad de Panamá 2015                              |
| Predecesor: XXIV Cumbre Iberoamericana de jefes de Estado y de Gobierno Veracruz | XXV Cumbre Iberoamericana de jefes de Estado y de Gobierno Cartagena de Indias 2016 | Sucesor: XXVI Cumbre Iberoamericana de jefes de Estado y de Gobierno Antigua Guatemala |

### Otros eventos
- Convención Ottawa, Minas Antipersonales - 2009
- Foro de Líderes ALTA - 2009
- 10.ª Conferencia de las Partes del Convenio de Basilea – 2011
- Cumbre Mundial de Alcaldes y Mandatarios Afrodescendientes – 2013
- 57° Comisión para América Latina de la Organización Mundial de Turismo (OMT) – 2014

## Cartagena en ficción

### Películas y series de televisión
- Queimada (1969), con Marlon Brando y Evaristo Márquez, dirigida por Gillo Pontecorvo.
- Romancing the Stone (1984), con Kathleen Turner y Michael Douglas, dirigida por Robert Zemeckis.
- Episodio Smuggler's Blues de la serie Miami Vice (1985).
- La misión (1986), con Robert De Niro y Jeremy Irons, dirigida por Roland Joffé.
- El amor en los tiempos del cólera (2007), con Javier Bardem y Giovanna Mezzogiorno, dirigida por Mike Newell.
- Siempre bruja, serie de Netflix, grabada y producida en Cartagena
- Episodio Agent Afloat de la serie NCIS (2008).
- Lecciones para un beso (2011), con Cristina Umaña, José Julián Gaviria y Vanessa Galvis, dirigida por Juan Pablo Bustamante.
- Proyecto Géminis (2019), con Will Smith, Clive Owen, Mary Elizabeth Winstead y Benedict Wong, dirigida por Ang Lee.
- La reina de Indias y el conquistador es una serie web colombiana de drama histórico creada por Johhny Ortiz e interpretada por Essined Aponte como India Catalina y Emmanuel Esparza como Pedro de Heredia.

### Videojuegos
- Uncharted 3: La traición de Drake, capítulo 2 y 3.[76]

## Literatura
Hay varias obras ambientadas en Cartagena de Indias o relacionadas con la ciudad:
- El ataque corsario de 1697 se narra, en clave de ficción, en la novela Captain Blood.
- El amor en los tiempos del cólera, novela de Gabriel García Márquez (1985).
- Del amor y otros demonios, novela de Gabriel García Márquez (1994).
- Piratas, novela de Alberto Vázquez-Figueroa (1996).
- Calamarí, novela de Emilio Ruiz Barrachina (1998).
- The Angel's Command, novela de Brian Jacques (2003).
- El segundo relato de la colección The Boat, de Nam Le (2008), se titula "Cartagena" y se ambienta en Colombia. En la historia, Cartagena representa más una idea que un lugar.
- Cartagena, novela de Claudia Amengual (2015).

## Ciudades hermanas
Ciudades que tienen cartas de intención de hermanamiento y hermanamientos ya concretados con Cartagena.
| - Bogotá, Colombia. - Barranquilla, Colombia. - Santa Marta, Colombia. - San Vicente de Ferrer, Colombia. - Ocaña, Colombia. - Palenque de San Basilio, Colombia. - Medellín, Colombia. - Cundinamarca, Colombia. - Buenaventura, Colombia. - Puerto Ayacucho, Venezuela. - Barcelona, Venezuela. - Maracay, Venezuela. - Ciudad Bolívar, Venezuela. - Caracas, Venezuela. - La Guaira, Venezuela. - Mérida, Venezuela. - Maturín, Venezuela. - La Asunción, Venezuela. - Guanare, Venezuela. - Cumaná, Venezuela. - San Felipe, Venezuela. - Maracaibo, Venezuela. | - Pedro Juan Caballero, Paraguay. - Concepción, Paraguay. - Caacupé, Paraguay. - Asunción, Paraguay. - Villarrica, Paraguay. - San Pedro de Ycuamandiyú, Paraguay. - Cuenca, Ecuador. - Guaranda, Ecuador. - Azogues, Ecuador. - Machala, Ecuador. - Esmeraldas, Ecuador. - Guayaquil, Ecuador. - Ibarra, Ecuador. - Loja, Ecuador. - Quito, Ecuador. - Santa Elena, Ecuador. - Veracruz, México. - Guadalajara, México. - Campeche, México. - Tapachula, México. - Tonalá, México. - Iztacalco, México. - Acapulco, México. - Manila, Filipinas. - Cebú, Filipinas. | - Santiago de Surco, Perú. - Cuzco, Perú. - Lima, Perú. - Sucre, Bolivia. - La Paz, Bolivia. - Potosí, Bolivia. - Santa Cruz de la Sierra, Bolivia. - Tarija, Bolivia. - Salvador de Bahía, Brasil. - Belém, Brasil. - Curitiba, Brasil. - Santiago de Chile, Chile. - Viña del Mar, Chile. - Providencia, Chile. - Talcahuano, Chile. - Iquique, Chile. - Indianápolis, Estados Unidos. - San Agustín, Estados Unidos. - Coral Gables, Estados Unidos. - Génova, Italia. - Cerveteri, Italia. - Buenos Aires, Argentina. - Colonia, Uruguay. | - Verdú, España. - Marbella, España. - Cartagena, España. - Cádiz, España. - Alcalá de Henares, España. - Sevilla, España. - Valencia, España. - País Vasco, España. - San Cristóbal de La Laguna, España. - Santiago de Cuba, Cuba. - Ciudad de Panamá, Panamá. - Mayagüez, Puerto Rico. - Kingston, Jamaica. - Antigua Guatemala, Guatemala. - Bombay, India. - Estambul, Turquía. - Kioto, Japón. - Belén, Estado de Palestina. | - Constanza, Rumania. - San Petersburgo, Rusia. - Angra do Heroísmo, Portugal. - Batumi, Georgia. - Mariánské Lázně, República Checa. - Dubái, Emiratos Árabes Unidos. - Miniara, Líbano. - Hangzhou, China. - Hamhung, Corea del Norte. - Incheon, Corea del Sur. - Daloa, Costa de Marfil. - Mombasa, Kenia. |

- Villa Imperial de Potosí (Bolivia).